# Temple de l'Église de Jésus-Christ des saints des derniers jours
 (janvier 2018).
Si vous disposez d'ouvrages ou d'articles de référence ou si vous connaissez des sites web de qualité traitant du thème abordé ici, merci de compléter l'article en donnant les références utiles à sa vérifiabilité et en les liant à la section « Notes et références ».
Pour les articles homonymes, voir Temple (homonymie).

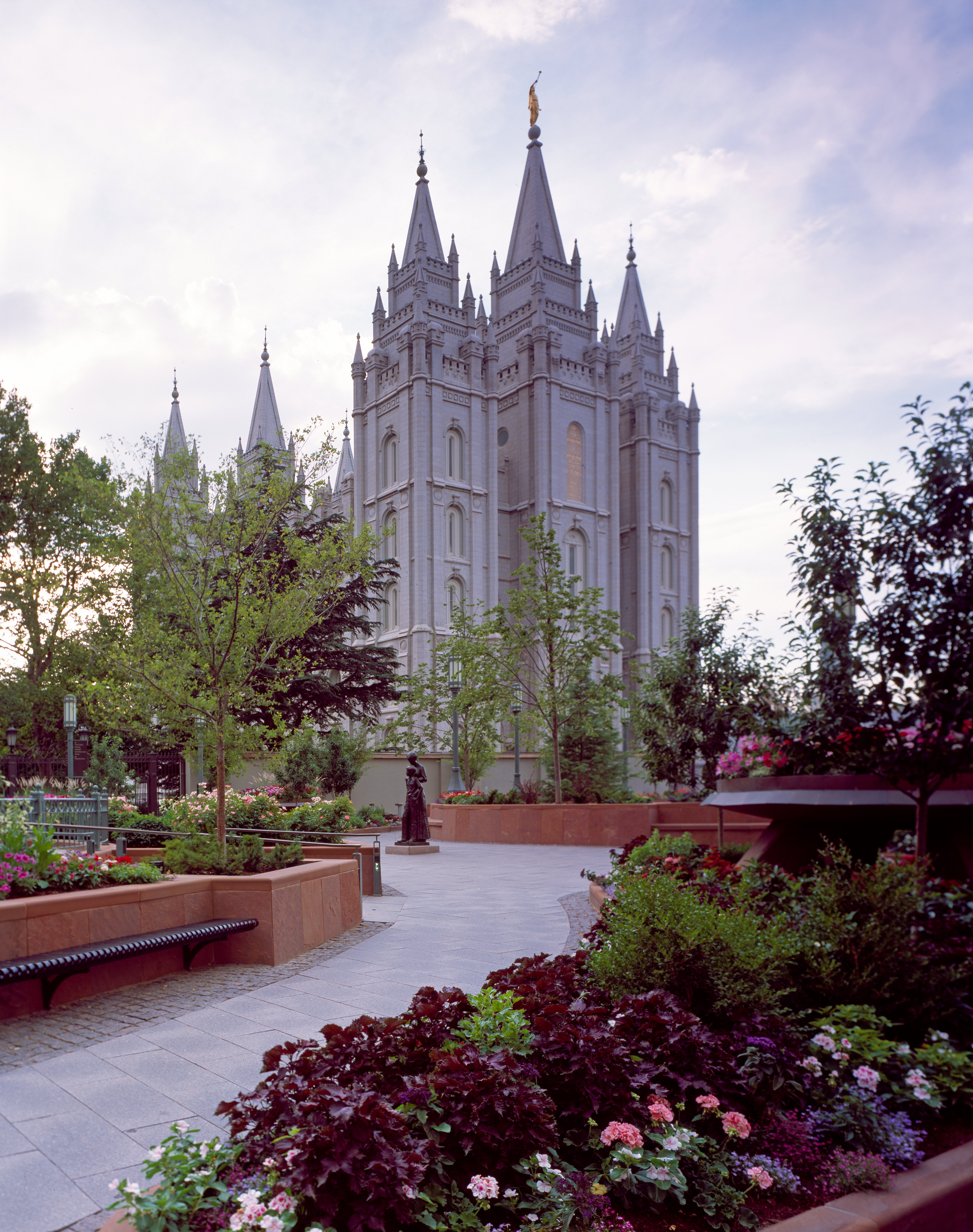
Le temple de Salt Lake City, le temple mormon le plus connu.

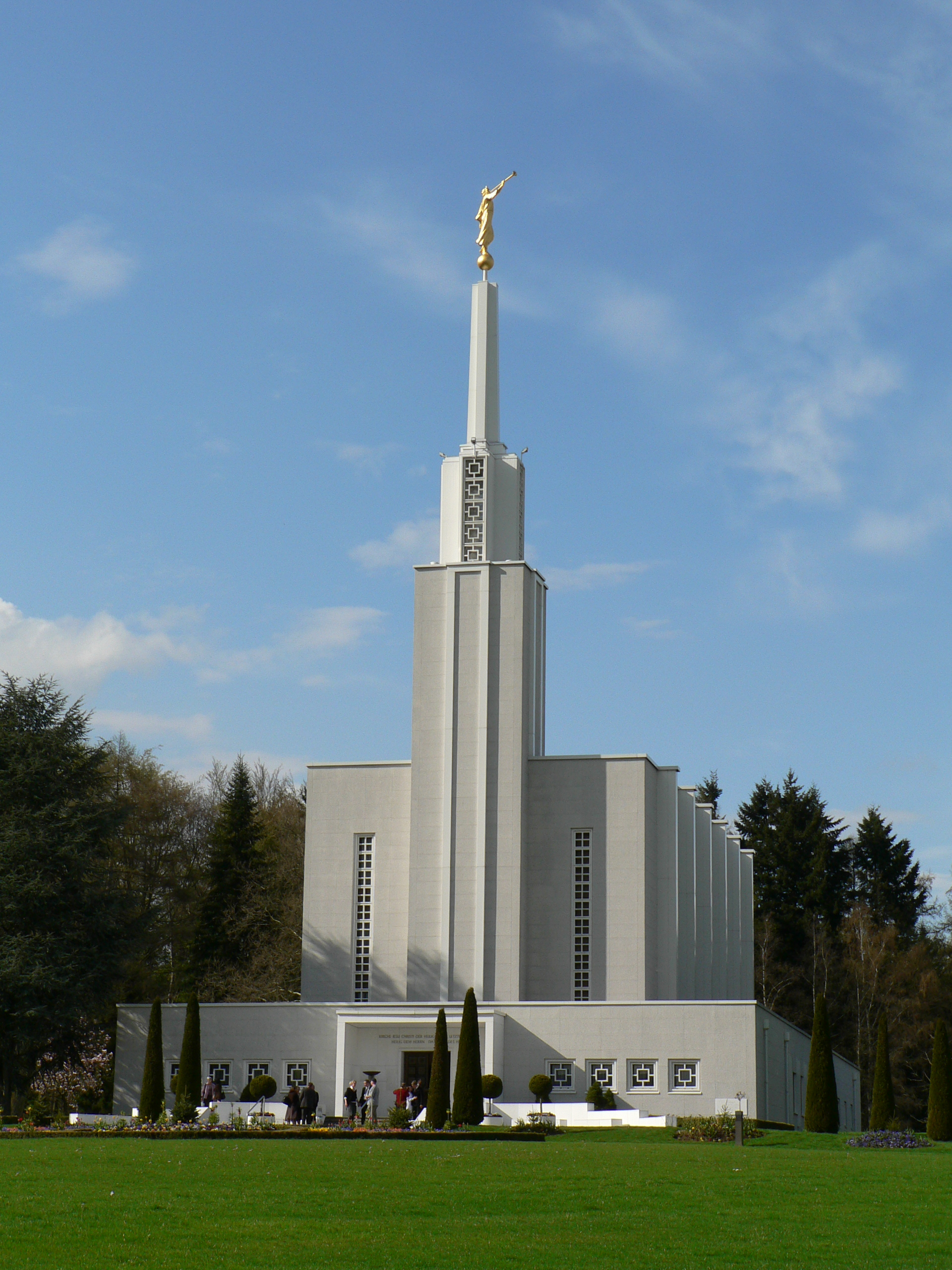
Le temple mormon de Berne en Suisse, édifié en 1953.

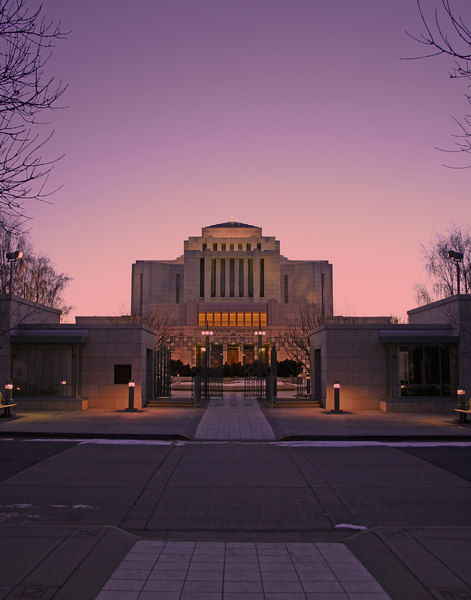
Le temple de Cardston en Alberta au Canada, consacré en 1923, le plus vieux temple mormon à l'extérieur des États-Unis.

Selon la doctrine de l'Église de Jésus-Christ des saints des derniers jours, le temple est un bâtiment destiné à être la maison du Seigneur et considéré par les saints des derniers jours comme le lieu le plus sacré sur la terre. Selon cette doctrine, il a toujours été commandé au peuple du Seigneur de construire des temples, des bâtiments sacrés dans lesquels les saints dignes accomplissent les cérémonies et les ordonnances sacrées de l'Évangile pour eux-mêmes et pour les morts. Selon la doctrine de Dieu, les temples reçoivent la visite du Seigneur.
Chez les saints des derniers jours, le temple se distingue d'une église, comme le temple de Jérusalem se distingue d'une synagogue. Les réunions dominicales n'y sont pas tenues. La fréquentation du temple par les saints des derniers jours est comparable à une retraite spirituelle dans laquelle la plupart du temps est consacrée aux sacrements en faveur des défunts.
Les temples sont habituellement ouverts au public pour une courte période de temps (opération portes ouvertes) avant qu'ils ne soient consacrés en tant que « Maison du Seigneur ». Après quoi, seuls les membres de l'Église dignes sont autorisés à y entrer.

## Différence entre une église de Jésus-Christ des saints des derniers jours et un temple
La différence entre une église Jésus-Christ des saints des derniers jours  et un temple  réside dans la différence du niveau de sacralité de ces deux types de lieux de culte. Si, une fois consacrées, les églises restent ouvertes à tout public, il n'en est pas de même des temples donc l'accès est réservé aux seuls fidèles  munis d'un laisser-passer. Le fait que les temples soient des lieux sacrés pour les mormons fait qu'on y réserve uniquement dans ce type de lieu la pratique de certains rites, tel le mariage. D'autre part, les églises sont ouvertes le dimanche alors que les temples sont fermés du samedi en fin d’après-midi au mardi matin. Enfin, architecturalement, les églises sont de dimensions plus modestes que les temples.
En 2015, il existe environ 150 temples dans le monde contre plusieurs milliers d'églises.

## Étymologie
Le latin templum était l'équivalent de l'hébreu Beth Elohim et signifiait la demeure de la Divinité.

## Histoire des temples

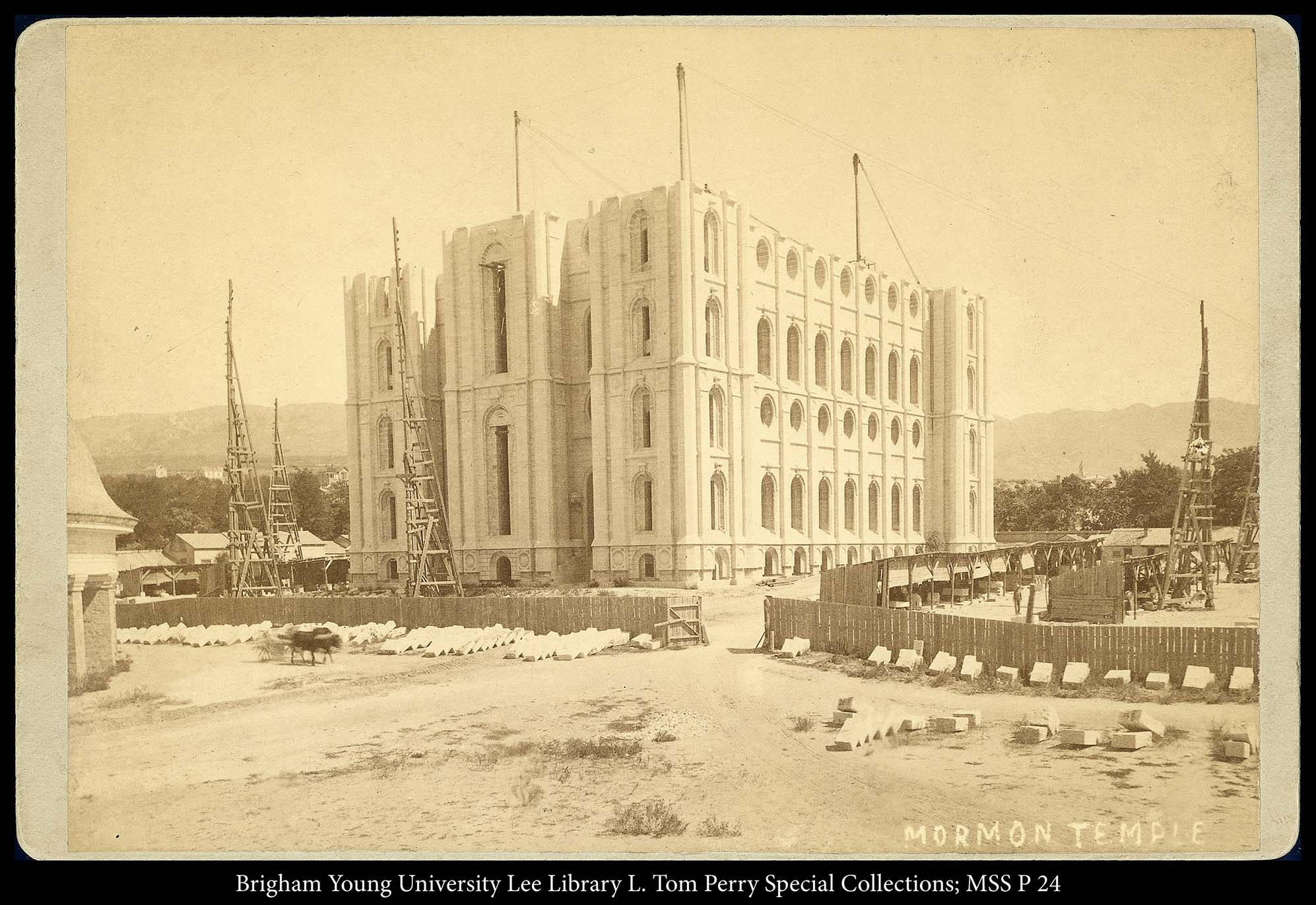
Construction du temple mormon de Salt Lake City.

### Tabernacle de l'Israël antique, temple portatif
Le tabernacle érigé par Moïse et les Israélites était un temple portatif. Les Israélites l'utilisèrent pendant leur exode d'Égypte, puis, ayant pris possession de Canaan, le tabernacle fut installé à Silo. Plus tard, il fut transféré à Gabaon et enfin à la cité de David.
Le Tabernacle originel est la tente qui abritait l'Arche d'alliance à l'époque de Moïse

### Temple de Salomon
Le temple le plus célèbre de la Bible est celui construit par Salomon à Jérusalem (2 Ch 2–5). Il fut construit en sept ans et demi, vers l'an 1005 av. J.-C. Il fut profané puis détruit en 600 av. J.-C. par les Babyloniens et restauré par Zorobabel presque cent ans plus tard (Esd 1–6). Une partie de ce temple fut brûlée en 37 av. J.-C., et Hérode le Grand le reconstruisit plus tard. Les Romains le détruisirent en 70 ap. J.-C.

### Temples dans le Livre de Mormon
Dans le Livre de Mormon, les disciples de Dieu furent amenés à construire et à adorer dans des temples : 2 Néphi 5:16 "Et moi Néphi, je construisis un temple ; et je le construisis à la manière du temple de Salomon, sauf qu'il n'était pas construit d'autant de choses précieuses, car on ne les trouvait pas dans le pays, c'est pourquoi il ne pouvait pas être construit comme le temple de Salomon" (et Mosiah 1:18 ; 3 Néphi 11:1).

### Temples de l'Église de Jésus-Christ des saints des derniers jours

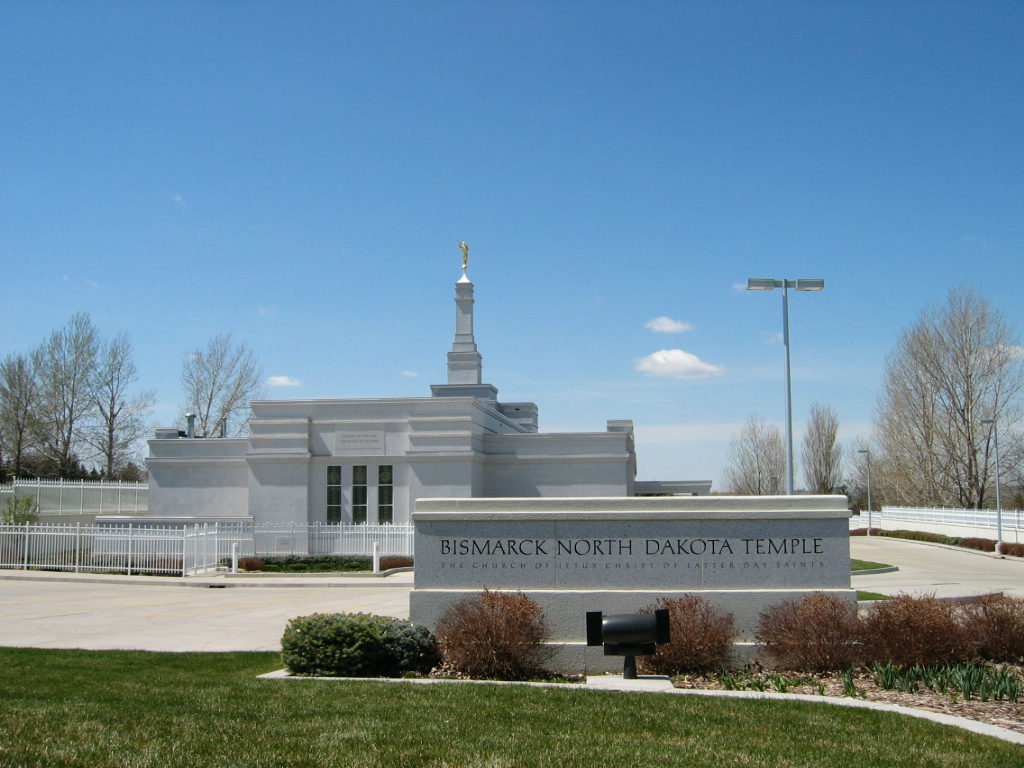
Le temple de Bismarck dans le Dakota du Nord (1999).

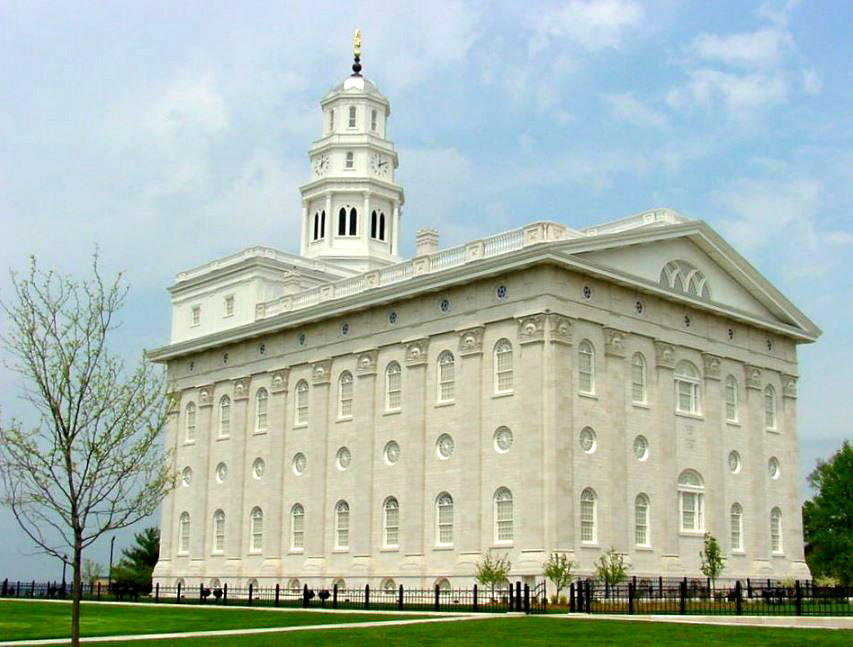
Le temple de Nauvoo dans l'Illinois, construit en 1846 et reconstruit en 2002.

Conçue par l'architecte William Weeks, sous la direction de Joseph Smith, la construction du premier temple contemporain a débuté à Nauvoo le 6 avril 1841 et il a été consacré en 1846. William Weeks utilise distinctement les symboles des saints des derniers jours : le soleil, la lune et les étoiles représentant les trois degrés de gloire de la vie après la mort.
Avant son achèvement, les membres de l'Église savaient qu'ils allaient devoir abandonner le temple. Les travaux se sont cependant poursuivis, et le temple a été officiellement consacré par Orson Hyde après le départ des pionniers mormons vers la vallée du Lac Salé. Contrairement aux autres temples, des tranches partielles du temple ont été consacrées séparément avant leur achèvement : les fonts baptismaux au sous-sol et le grenier.
En 1847, quatre jours après leur arrivée dans la vallée de Salt Lake, les pionniers mormons entreprirent de nouveau la construction d'un temple qui dura près de 40 années, le Temple de Salt Lake.
Le premier temple construit en Europe (1954) est le temple de Zollikofen à Berne en Suisse, nommé temple de Berne.
Fin 2008, l'Église de Jésus-Christ des saints des derniers jours comptait 128 temples en fonction, 12 temples en phase de construction et 5 nouveaux temples annoncés : Kansas City (Kansas, États-Unis) et Philadelphie (Pennsylvanie, États-Unis), Calgary (Alberta, Canada), Cordoba (Argentine) et Rome (Italie).

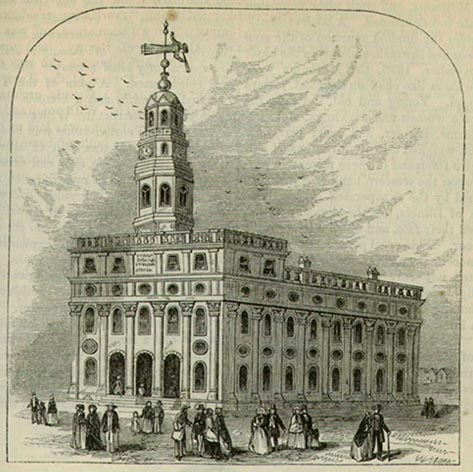
Temple de Nauvoo au XIXe siècle.
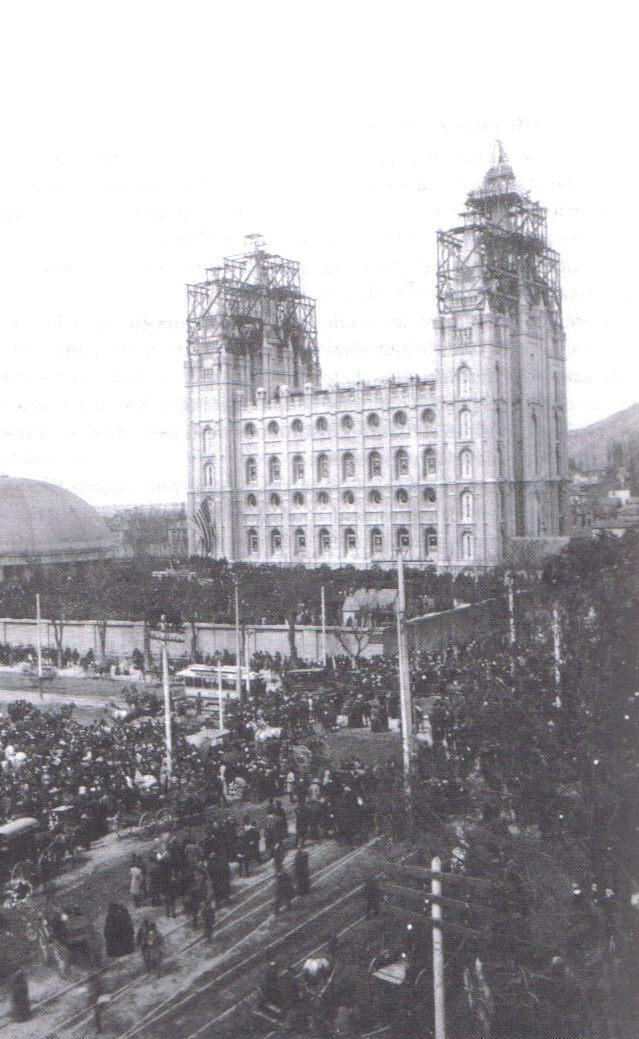
Pose de la dernière pierre du temple de Salt Lake City, le 6 avril 1892.

## Symboles

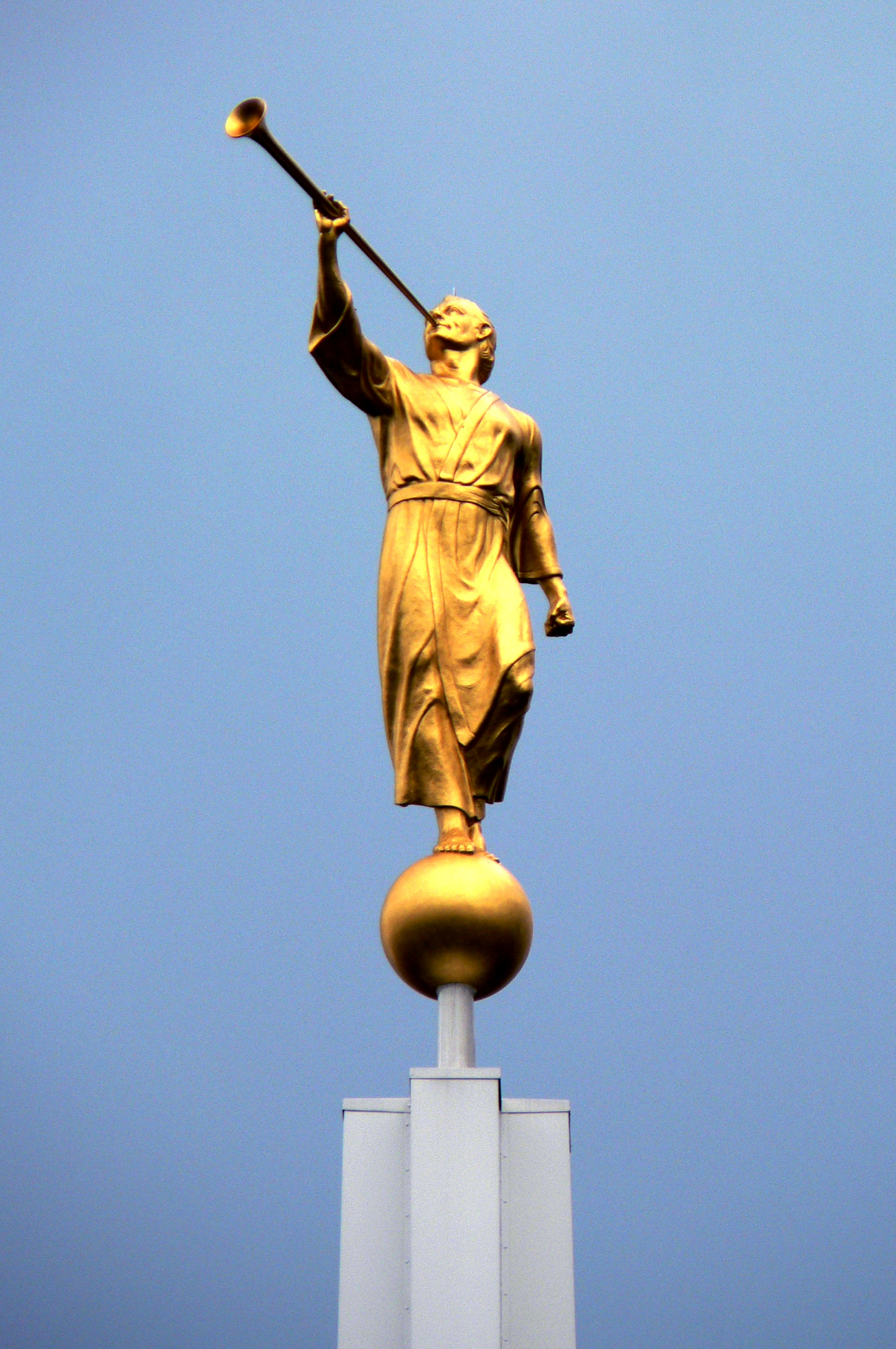
L'ange Moroni.

La croix chrétienne n'est pas utilisée comme symbole, les saints des derniers jours préférant l'idée du Christ ressuscité et vivant, ce qui, selon leur croyance, est sa réalité actuelle.
Le symbole le plus utilisé est l'ange Moroni, proclamant l'Évangile éternel aux habitants de la Terre (cf. Apocalypse 14:6). Une statue représentant l'ange soufflant dans une trompette orne la flèche de nombreux temples de l'Église de Jésus-Christ des saints des derniers jours.
Au fronton de chaque temple se trouve l'inscription Sainteté à l’Éternel, la maison du Seigneur

## Signe de l'Église du Christ
Selon la doctrine mormone, la construction et l'utilisation correcte du temple sont des signes de la vraie Église dans toute dispensation, y compris de nos jours. Le temple de Kirtland fut le premier temple construit et consacré au Seigneur dans la dispensation actuelle. Depuis, des temples ont été consacrés dans beaucoup de pays du monde.

## Conditions d'entrée et secrets

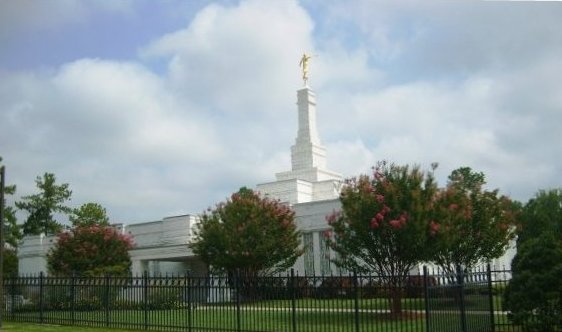
Temple mormon de Raleigh (Caroline du Nord).

### Caractère secret des sacrements célébrés dans le temple
Les sacrements célébrés dans le temple sont secrets, les saints des derniers jours ne doivent pas en parler en dehors du temple,.
Deborah Laake, qui a publié un livre sur les secrets des sacrements des temples mormons, dit avoir été excommuniée puis victime d'une campagne de dénigrement de l'Église de Jésus-Christ des saints des derniers jours à la suite de la sortie de son livre.

### Conditions d'accès au temple

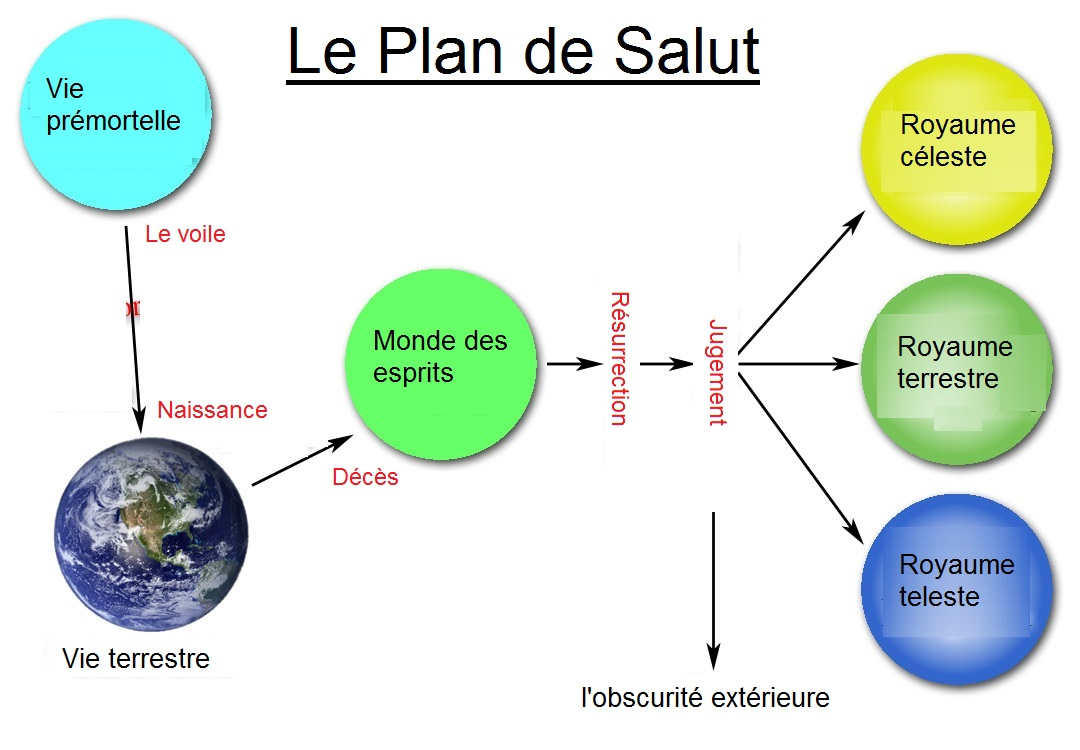
Le Plan de salut.

Une fois qu'un temple a été consacré, seuls les membres jugés dignes peuvent y accéder.
Un membre digne doit avoir sur lui sa recommandation fournie par son évêque pour pouvoir entrer dans un temple. Les jeunes dès l’âge de 12 ans peuvent alors y célébrer le baptême pour les morts.
La lettre de recommandation s'obtient après entrevue du membre candidat avec son évêque lequel doit poser les questions de vérification présentes dans le "Temple Recommend Book". Pour obtenir la lettre, le candidat doit notamment respecter la Parole de sagesse et être à jour du paiement de la dîme.
Depuis 1978, l'accès aux sacrements supérieurs du temple se fait sans distinction de couleur de peau, précédemment il était refusé aux Noirs.

## Sacrements célébrés dans le temple

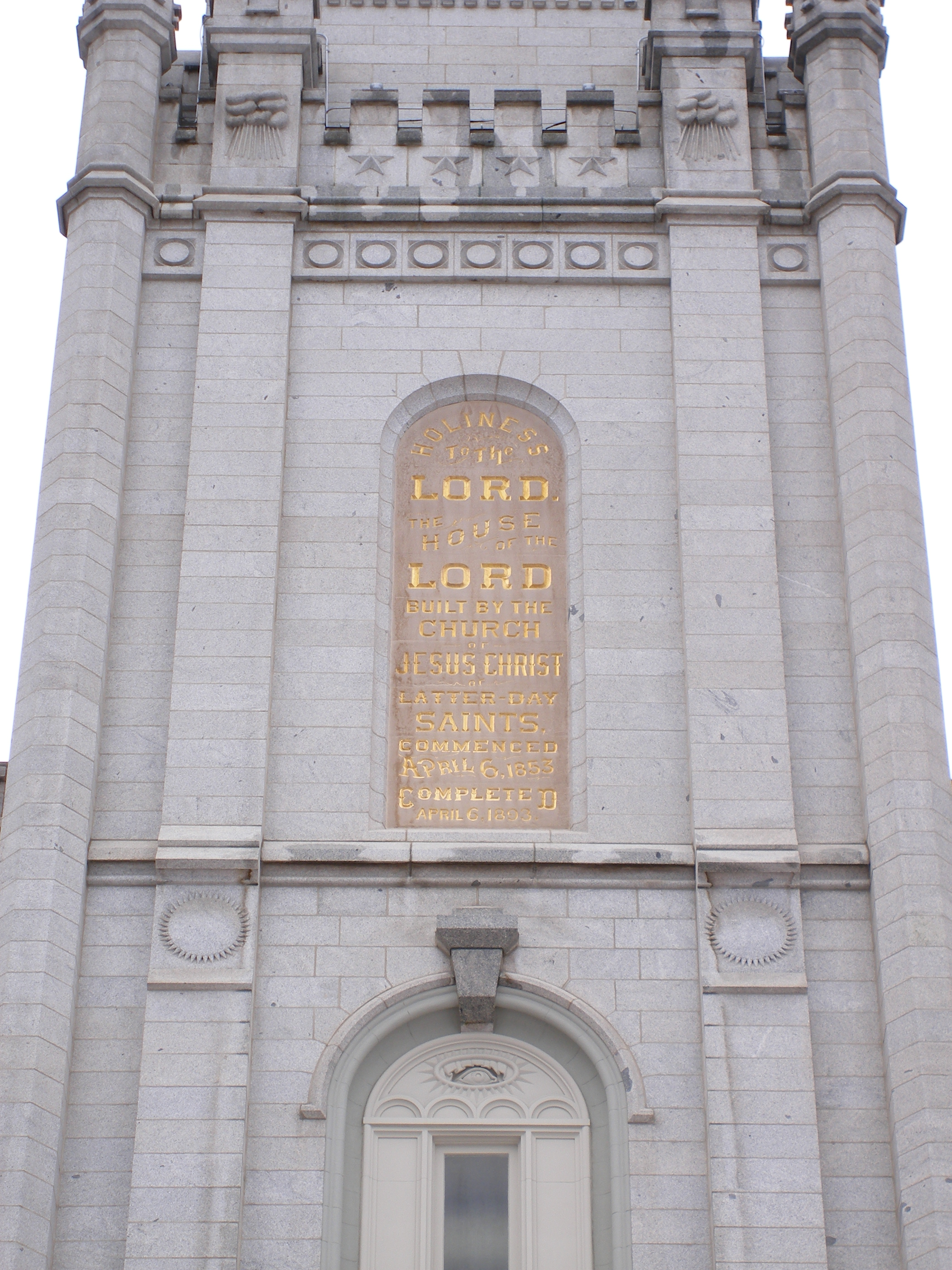
Temple de Salt Lake Holiness to the lord, the house of the Lord (Sainteté au Seigneur, la maison du Seigneur).

James E. Talmage (The House of the Lord, Salt Lake City, 1912) et Boyd K. Packer (The Holy Temple, Bookcraft, Salt Lake City, 1980), apôtres de l'Église de Jésus-Christ des saints des derniers jours, ont chacun dans leurs écrits mentionné différents sacrements ou ordonnances du temple. On y trouve mention des sacrements suivants : 
- Pour les défunts : le baptême, le don du Saint-Esprit et l'ordination à la prêtrise.
- Pour les vivants et les défunts : les ablutions, l'onction, l'habillement, la dotation, le scellement du mariage et le scellement des générations.

On trouve mention des ordonnances et pratiques du temple également dans les Écritures (voir Doctrine et Alliances 88:137-141 ; 124:37-39).
Les ordonnances du temple sont réparties en quatre catégories qui donnent lieu à quatre différentes sessions auxquelles les saints des derniers jours reconnus dignes peuvent participer :
- Session de baptêmes (baptêmes et confirmations)
- Session d'ordonnances préliminaires (ordinations à la prêtrise, ablutions, onctions, habillement)
- Session de dotations
- Session de scellements (scellements des conjoints, scellements des enfants aux parents)

Pour définir ce qui s'accomplit au temple, un autre apôtre de l'Église, Robert D. Hales, a déclaré :
Le temple est la meilleure université que l'homme ait jamais possédée pour acquérir la connaissance et la sagesse au sujet de la création du monde. Les ablutions et les onctions nous disent qui nous sommes, et la dotation nous donne des instructions sur la manière dont nous devrions diriger notre vie dans la condition mortelle... La cérémonie de la dotation est un don, qui consiste en une série d'instructions sur la manière dont nous devrions vivre, et d'alliances que nous faisons de vivre en droiture en suivant notre Sauveur.

## Fonts baptismaux
Tous les temples de l'Église de Jésus-Christ des saints des derniers jours comportent un baptistère à l'étage inférieur. Ils sont utilisés pour les baptêmes pour les morts.
Les fonts baptismaux reposent sur le dos de douze bœufs qui symbolisent les douze tribus d'Israël.

## Statistiques

Construction des temples.

La construction des temples de l'Église de Jésus-Christ des saints des derniers jours est en progression constante avec une pointe remarquable en 2000. En 2008, il y avait 128 temples en fonction. Le programme de construction est toujours en cours.

## Similitudes avec la franc-maçonnerie

### Similitudes des rites et symboles
Divers auteurs anti-maçonniques et maçonniques ont affirmé que les mormons emploient des signes maçonniques et que Joseph Smith était lui-même un membre exclu des loges maçonniques, ce qui expliquerait l'origine du symbolisme des temples mormons.[source insuffisante]

## Localisation des temples
Cette liste est sans doute incomplète et peut-être mal ordonnée. Votre aide est la bienvenue !

### Par pays

#### France
Le temple de Papeete Tahiti est le premier temple construit en France et le 25e temple de l'Église de Jésus-Christ des saints des derniers jours. Le temple dessert plus de 21 000 membres de l’Église de Polynésie française. Il a été inauguré en 1984.
En métropole, un temple est actif depuis 2017, en banlieue de Paris, dans la commune du Chesnay, à toute proximité de Versailles.

Paris.

### Afrique

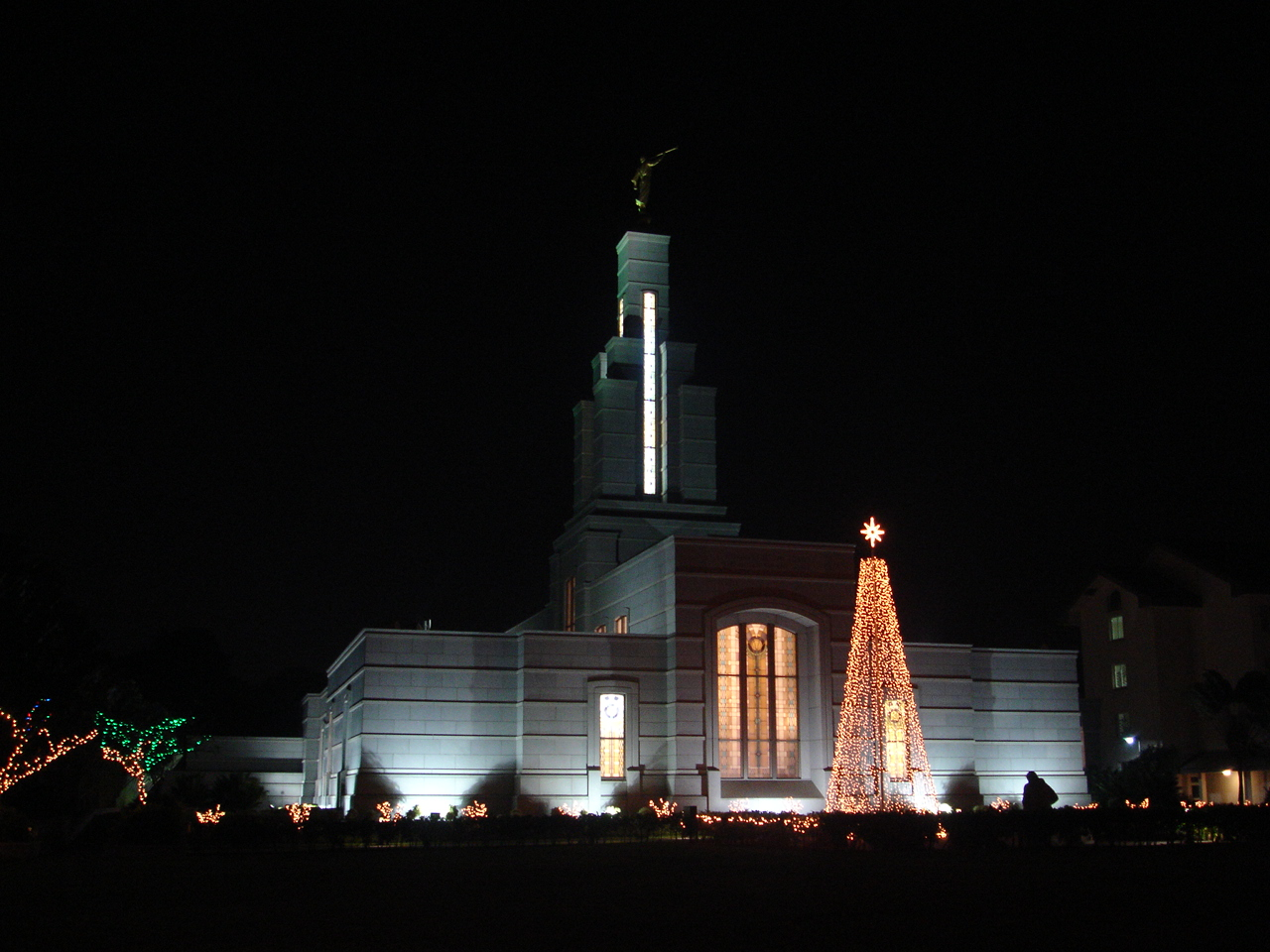
Temple d'Accra (Ghana).

Autres temples : Durban (Afrique du Sud), Johannesbourg (Afrique du Sud), Kinshasa (République démocratique du Congo)

### Amérique (hors États-Unis)
Canada

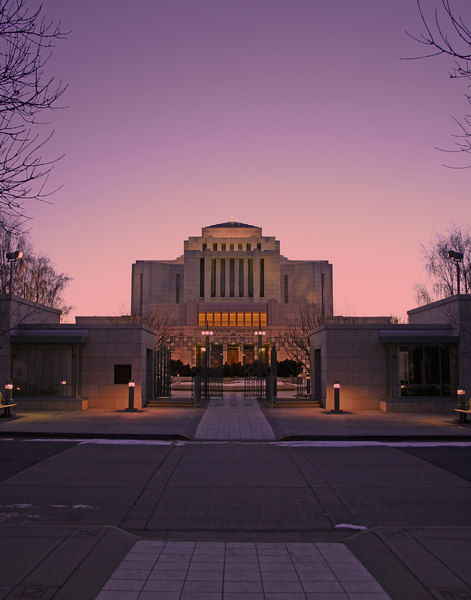
Temple de Cardston
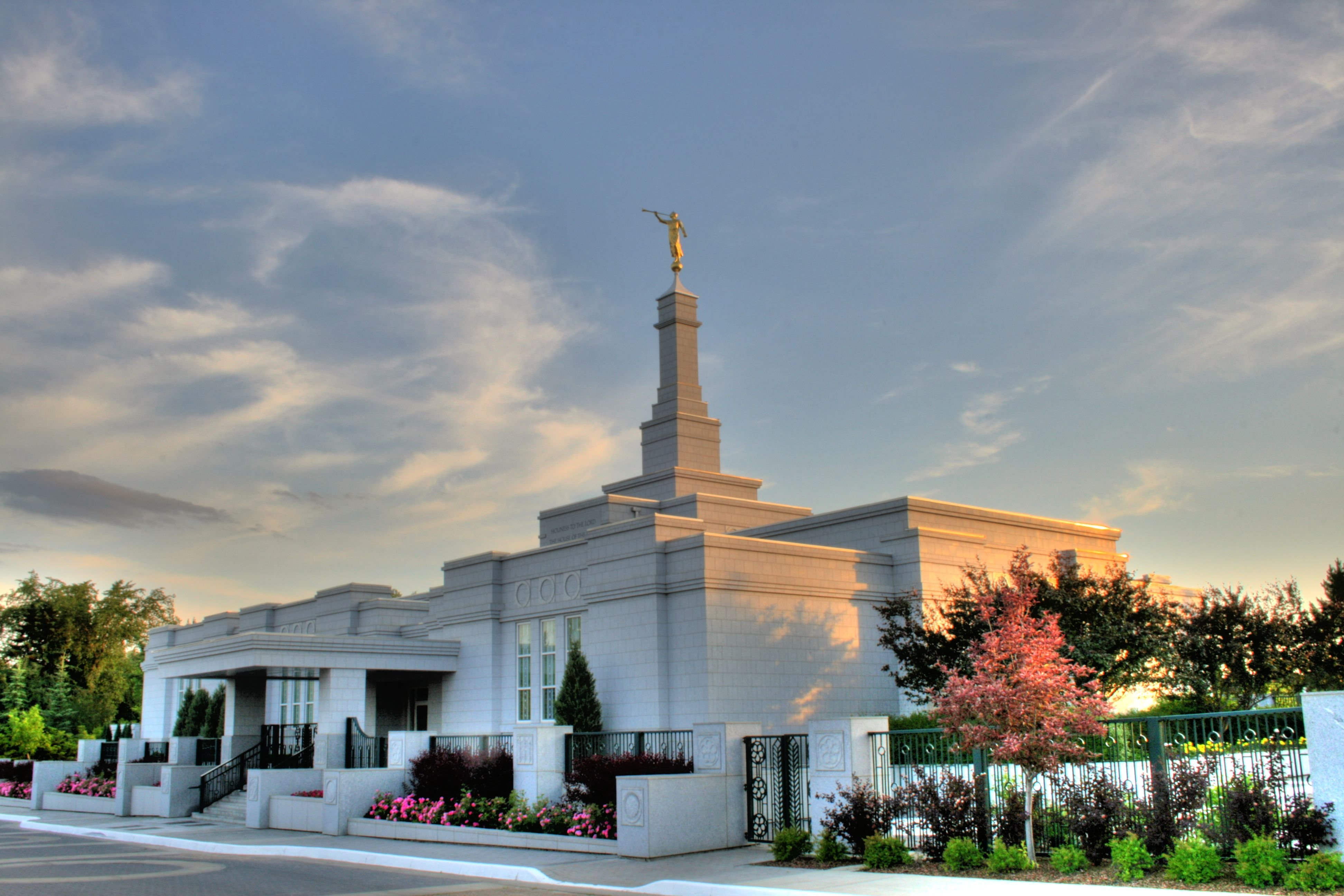
Temple d'Edmonton.
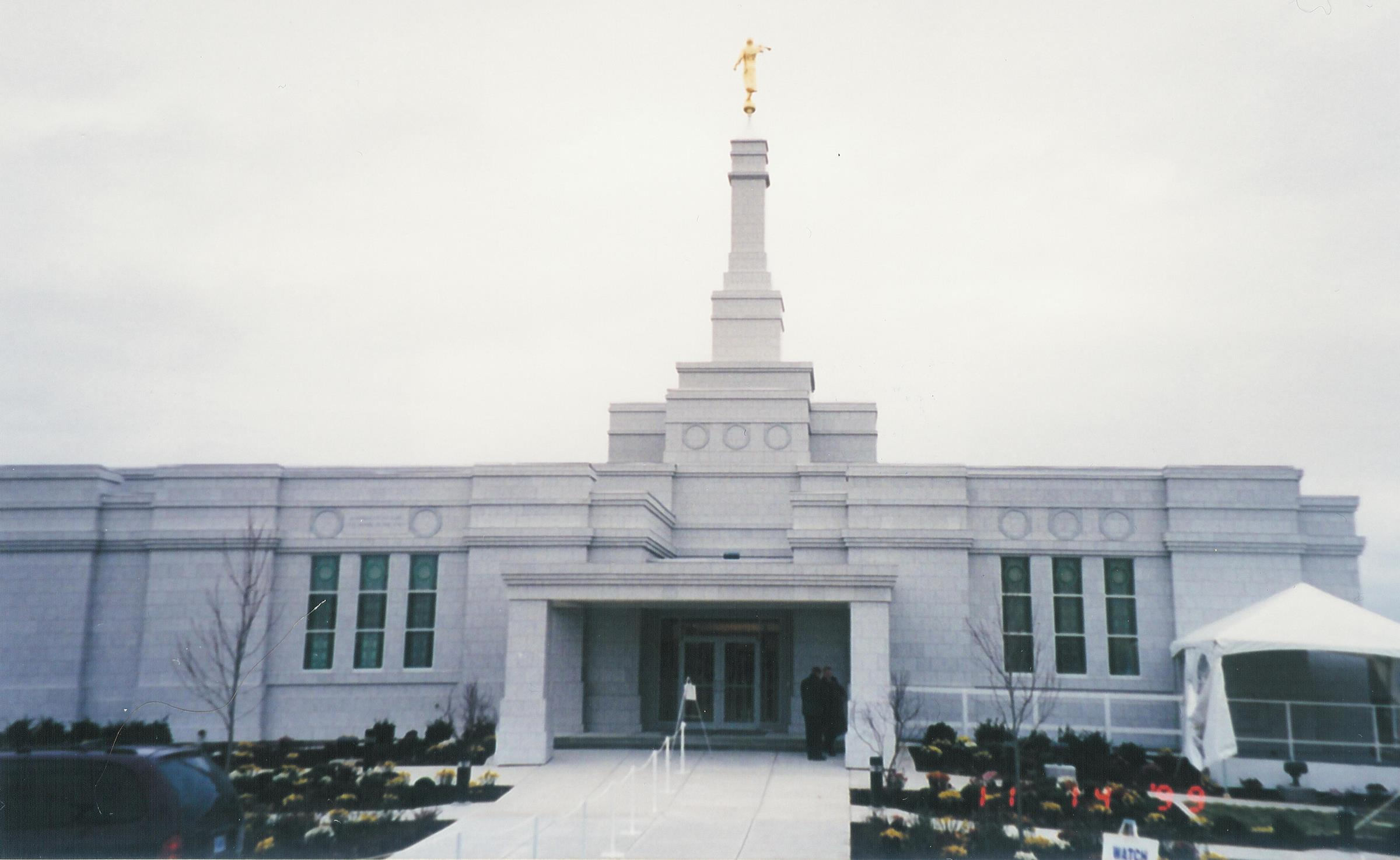
Temple de Halifax.
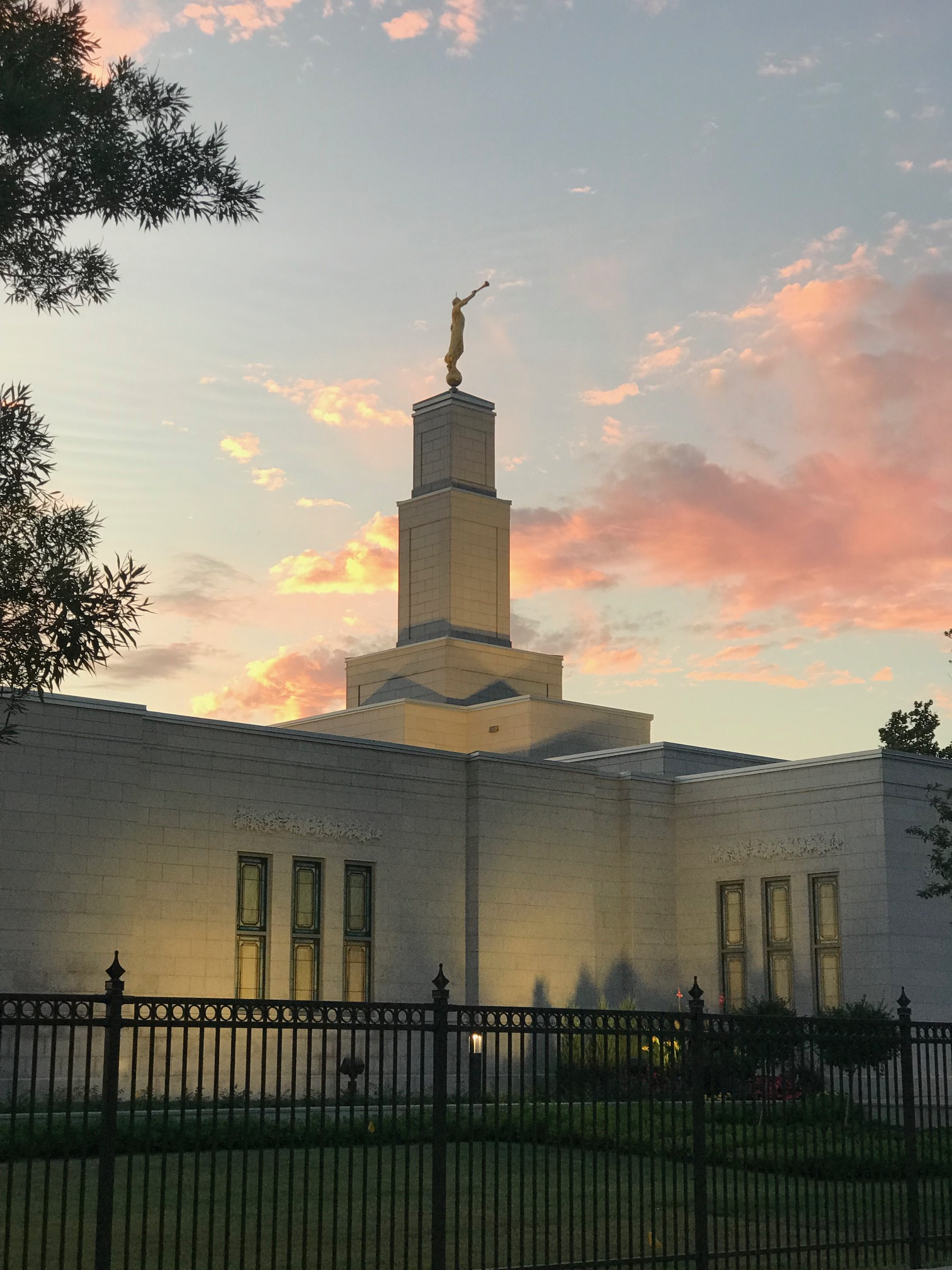
Temple de Montréal.
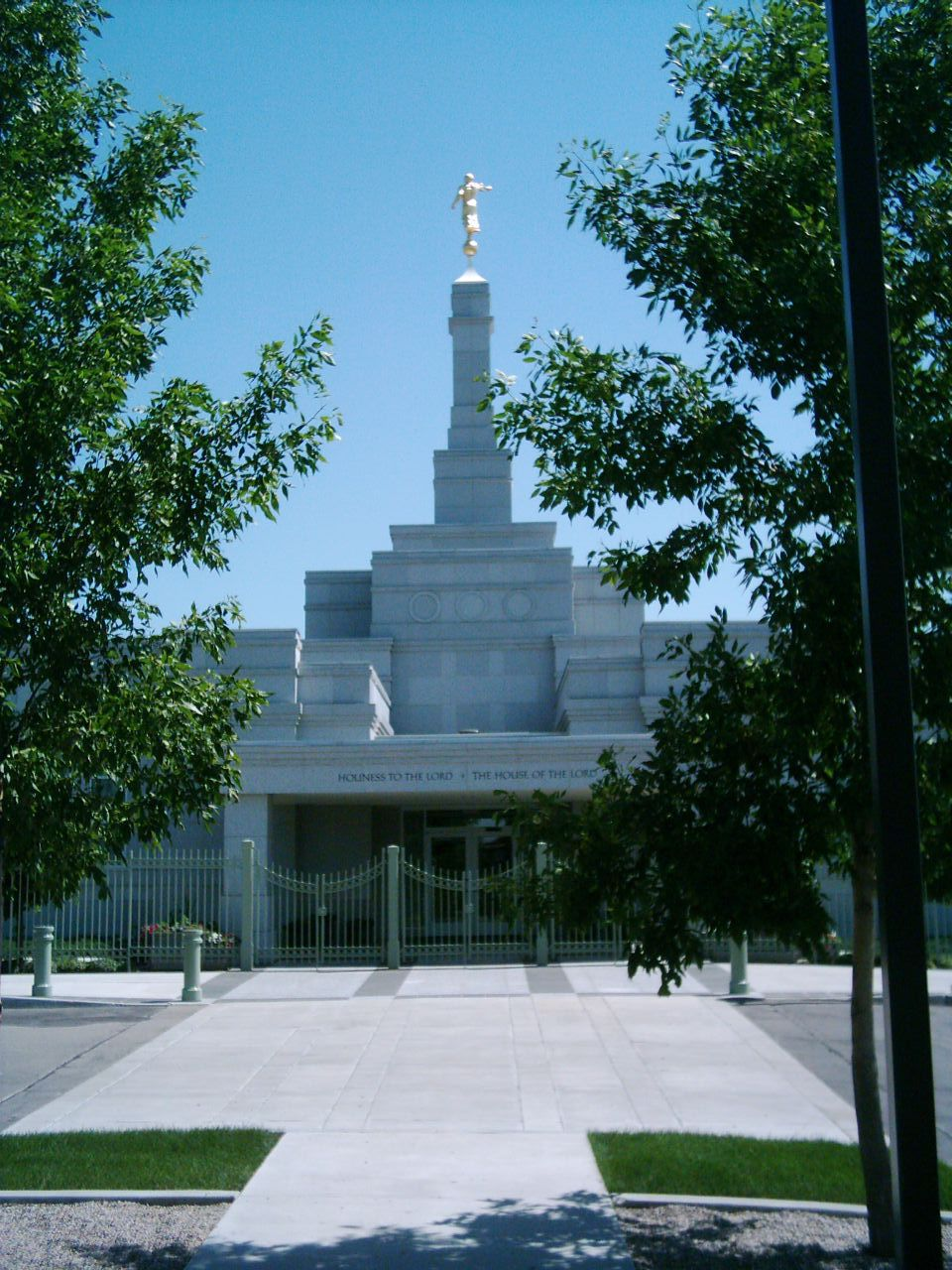
Temple de Regina.
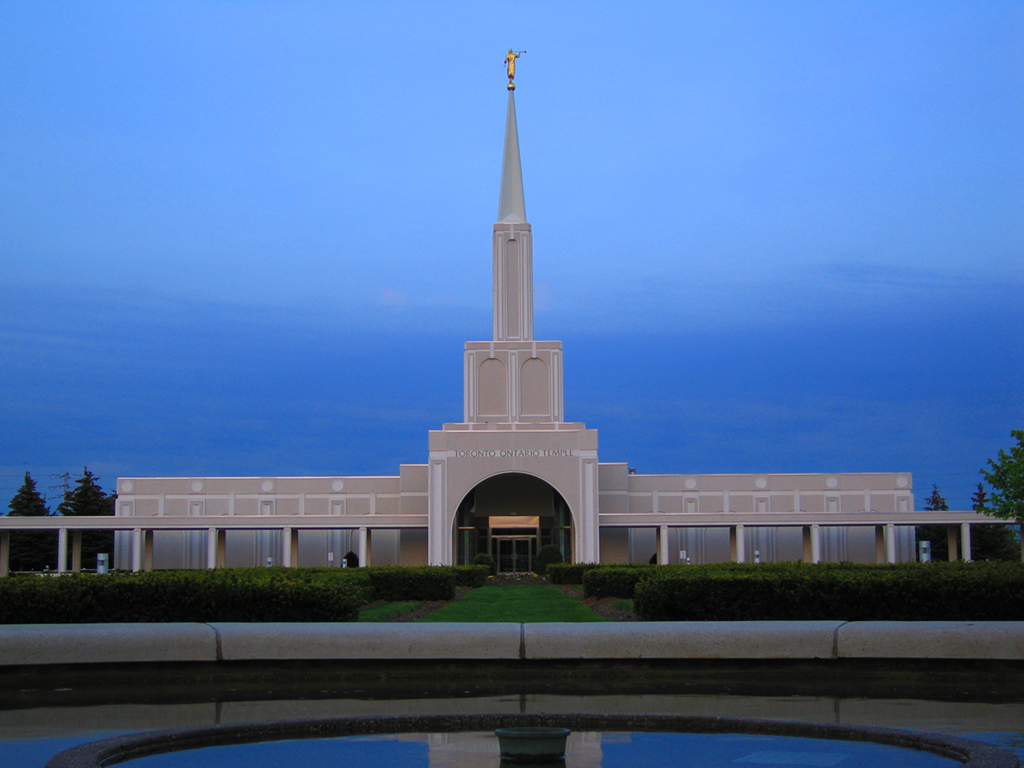
Temple de Toronto.
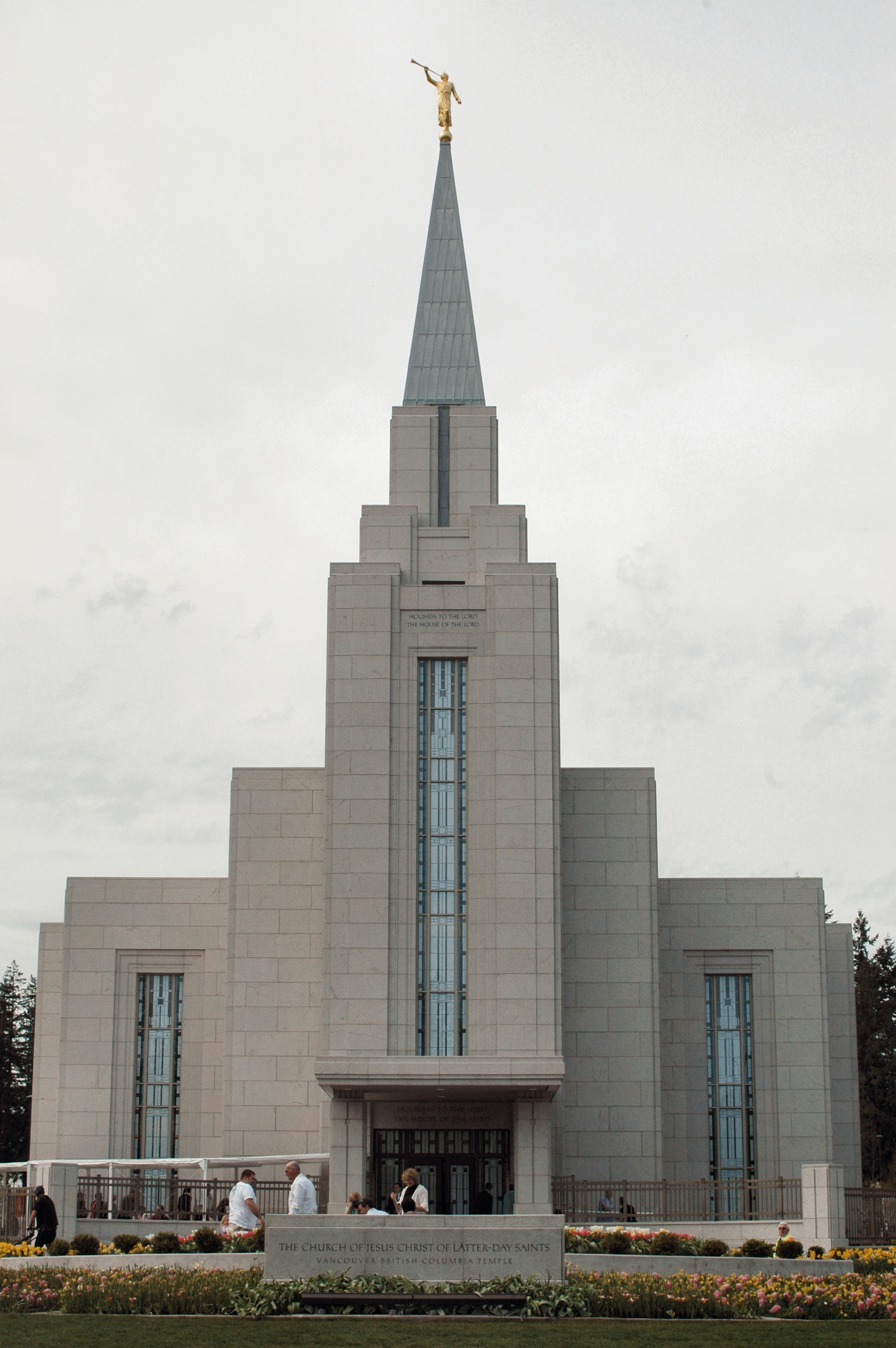
Temple de Vancouver.

Autres temples : Calgary, Winnipeg
Mexique
- Ciudad Juárez
- Colonia Juárez
- Guadalajara
- Hermosillo
- Mérida
- Mexico
- Monterrey
- Oaxaca
- Tampico
- Tijuana
- Tuxtla Gutiérrez
- Veracruz
- Villahermosa

Amérique centrale et Caraïbes

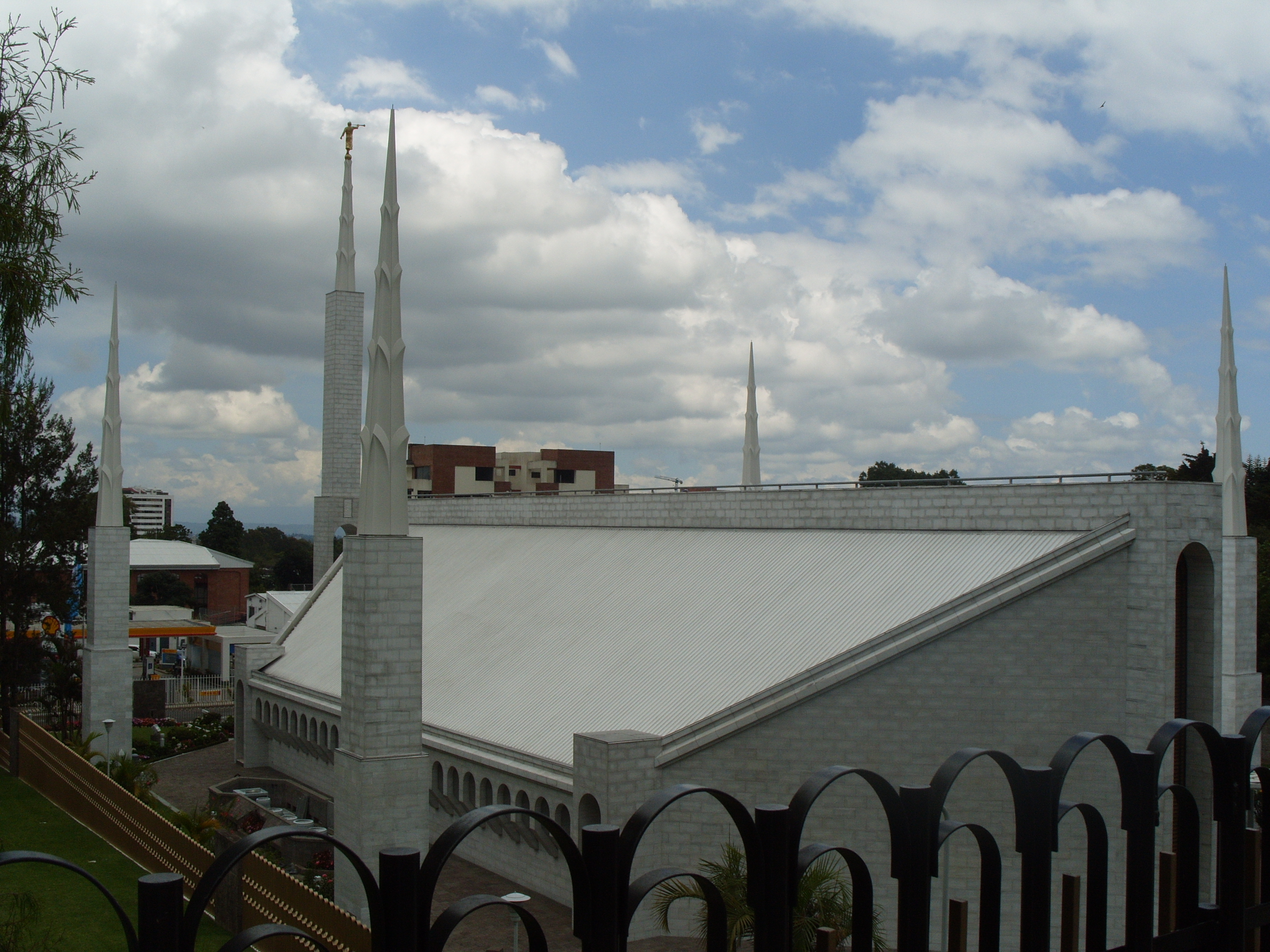
Temple de Guatemala (Guatemala).
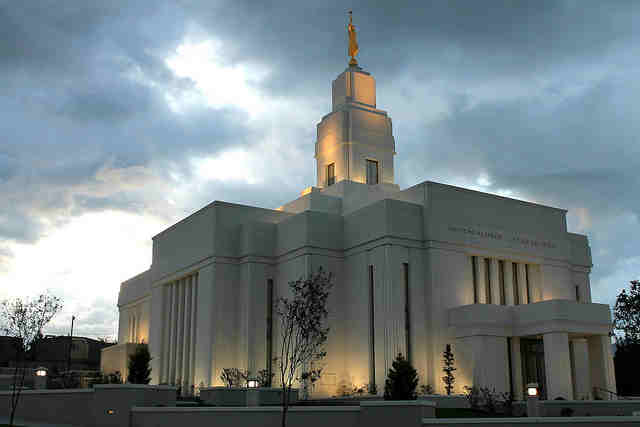
Temple de Quetzaltenango (Guatemala).
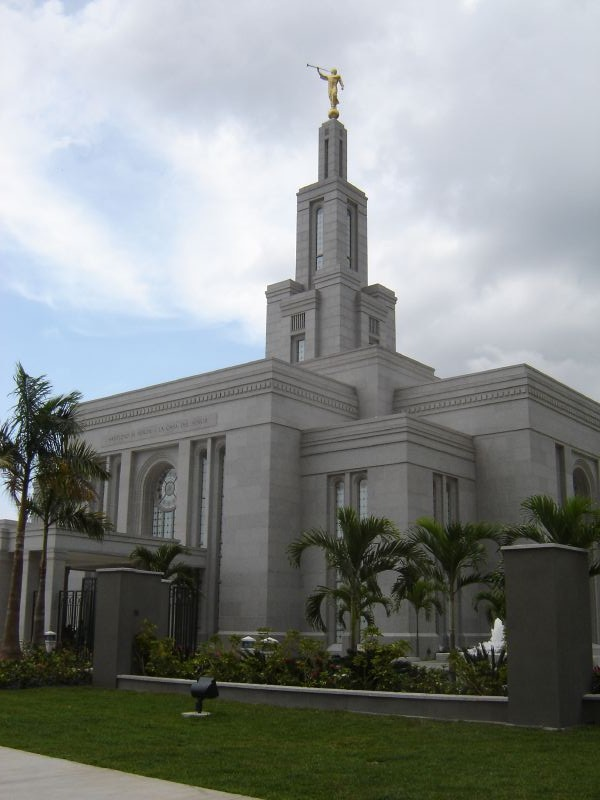
Temple de Panama (Panama).

Autres temples : San José (Costa Rica), Port-au-Prince (Haïti), Tegucigalpa (Honduras), San Salvador (Salvador)
Amérique du Sud

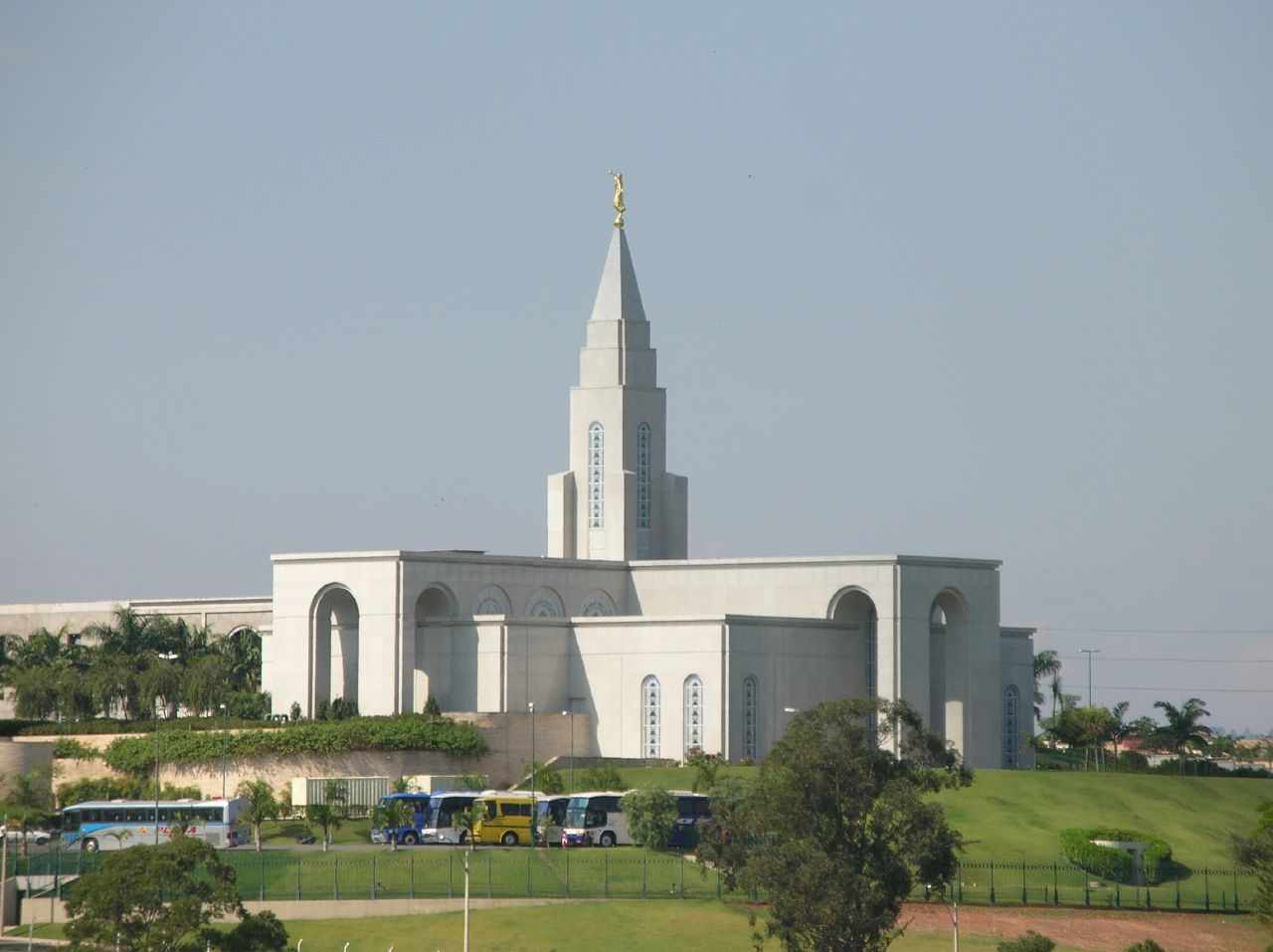
Temple de Campinas (Brésil).
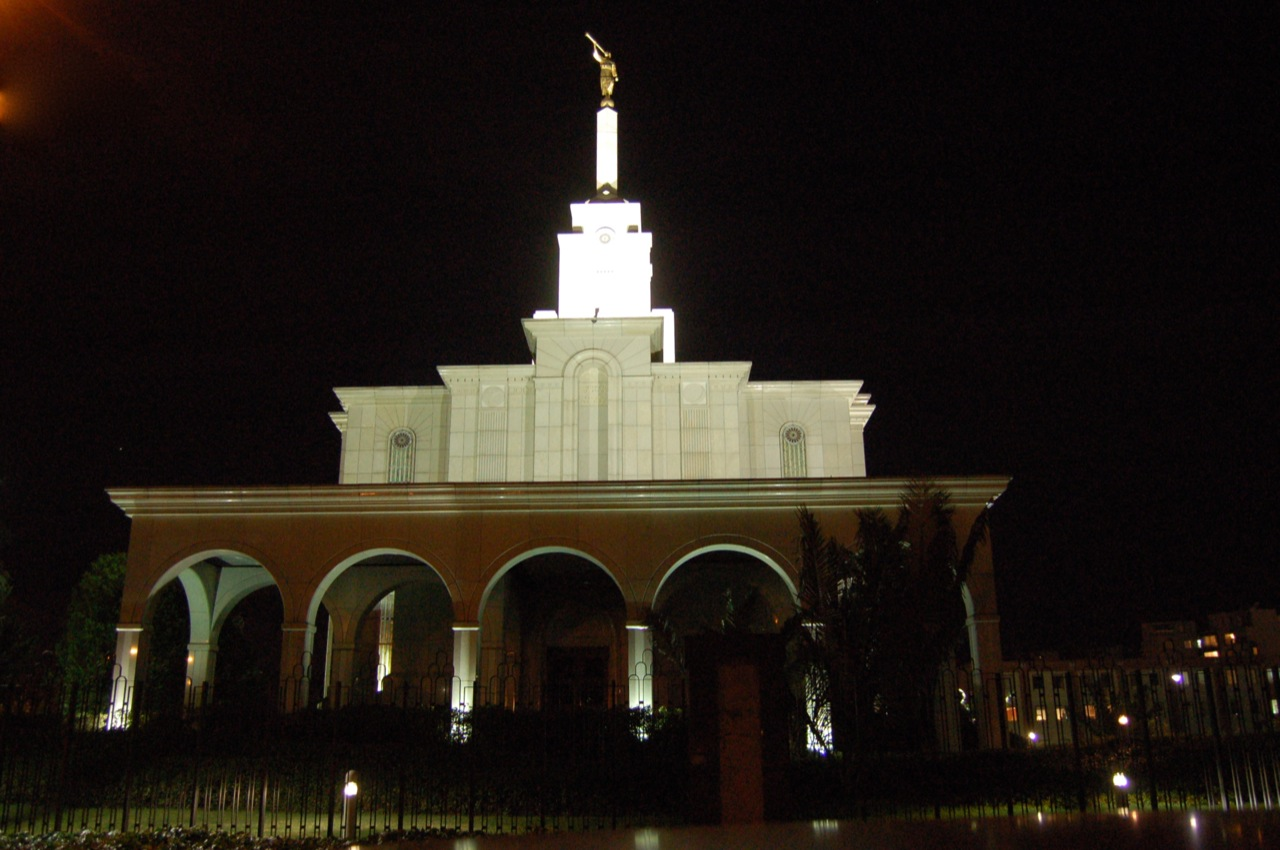
Temple de Bogota (Colombie).

Autres temples : Buenos Aires (Argentine), Córdoba (Argentine), Cochabamba (Bolivie), Curitiba (Brésil), Fortaleza (Brésil), Manaus (Brésil), Porto Alegre (Brésil), Recife (Brésil), Concepción (Chili), Santiago (Chili), (Colombie), Guayaquil (Équateur), Asuncion (Paraguay), Arequipa (Pérou), Lima (Pérou), Trujillo (Pérou), Montevideo (Uruguay), Caracas (Venezuela)

### Asie

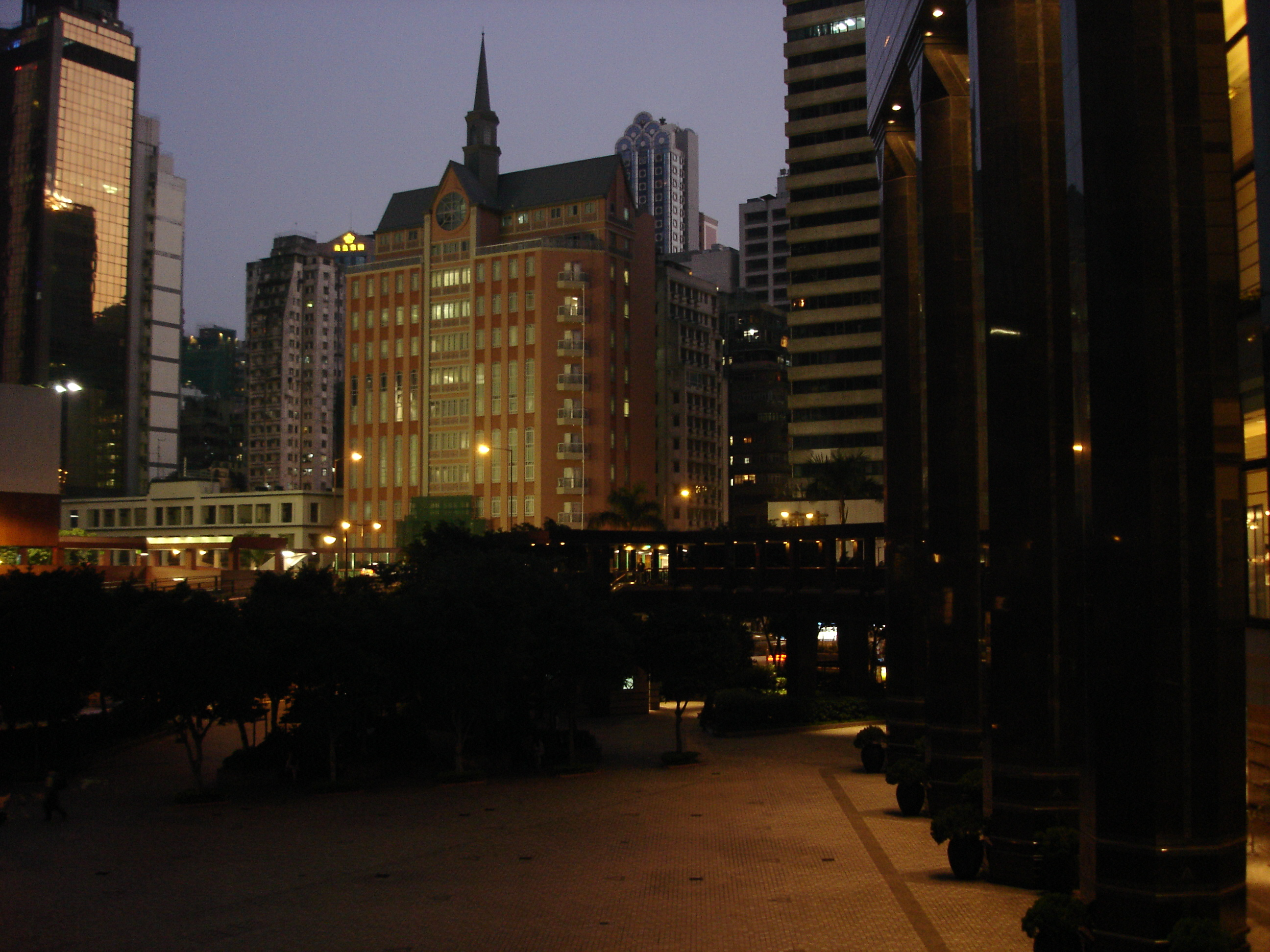
Temple de Hong Kong (Chine).
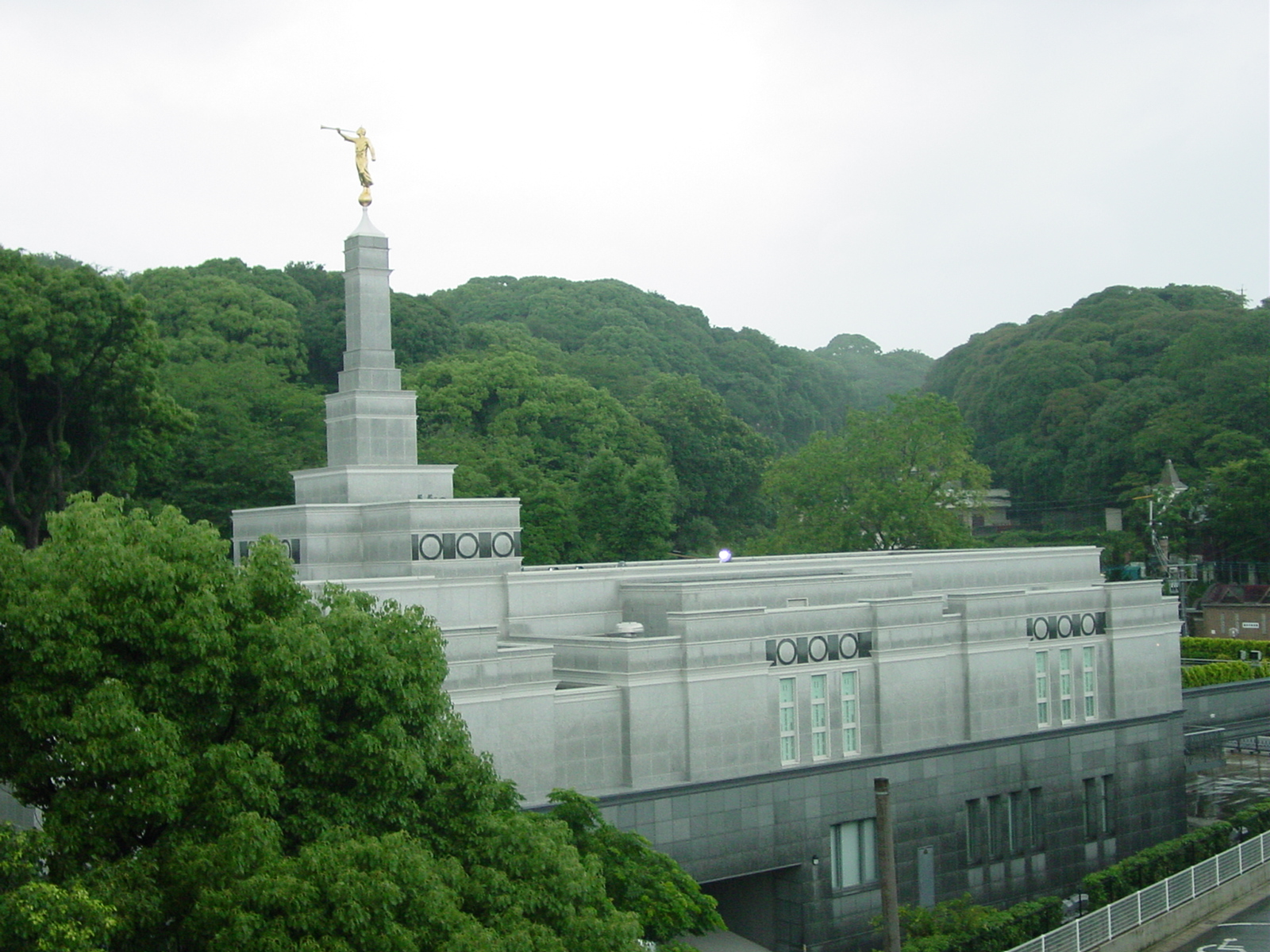
Temple de Fukuoka (Japon).

Autres temples : Séoul (Corée du Sud), Sapporo (Japon), Tokyo (Japon), Cebu (Philippines), Manille (Philippines), Taipei (Taïwan)

### Europe (hors France métropolitaine)
En 2015, l'église mormone compte en Europe onze temples en fonction et trois temples en construction ou en projet :

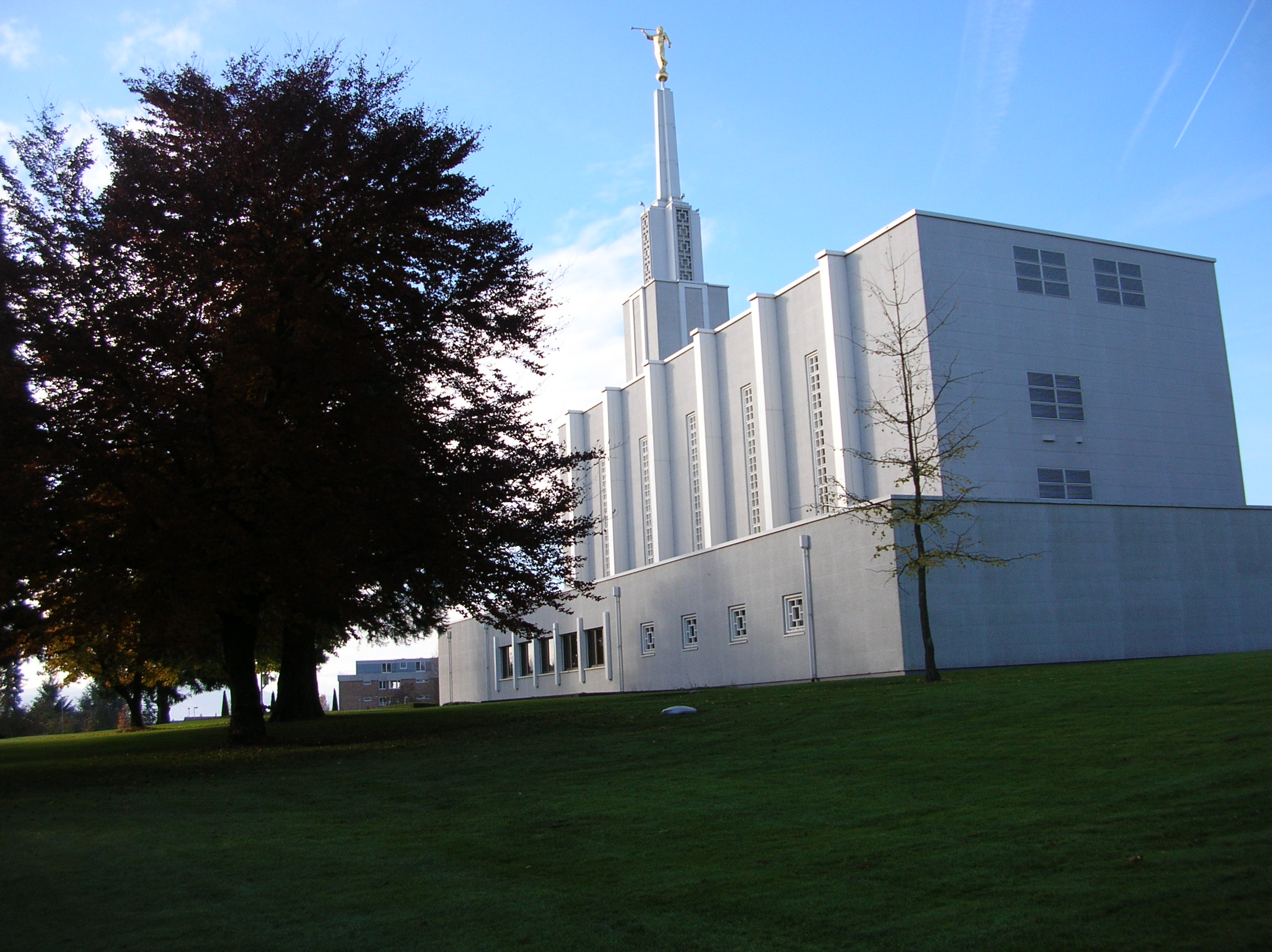
Berne (Suisse).
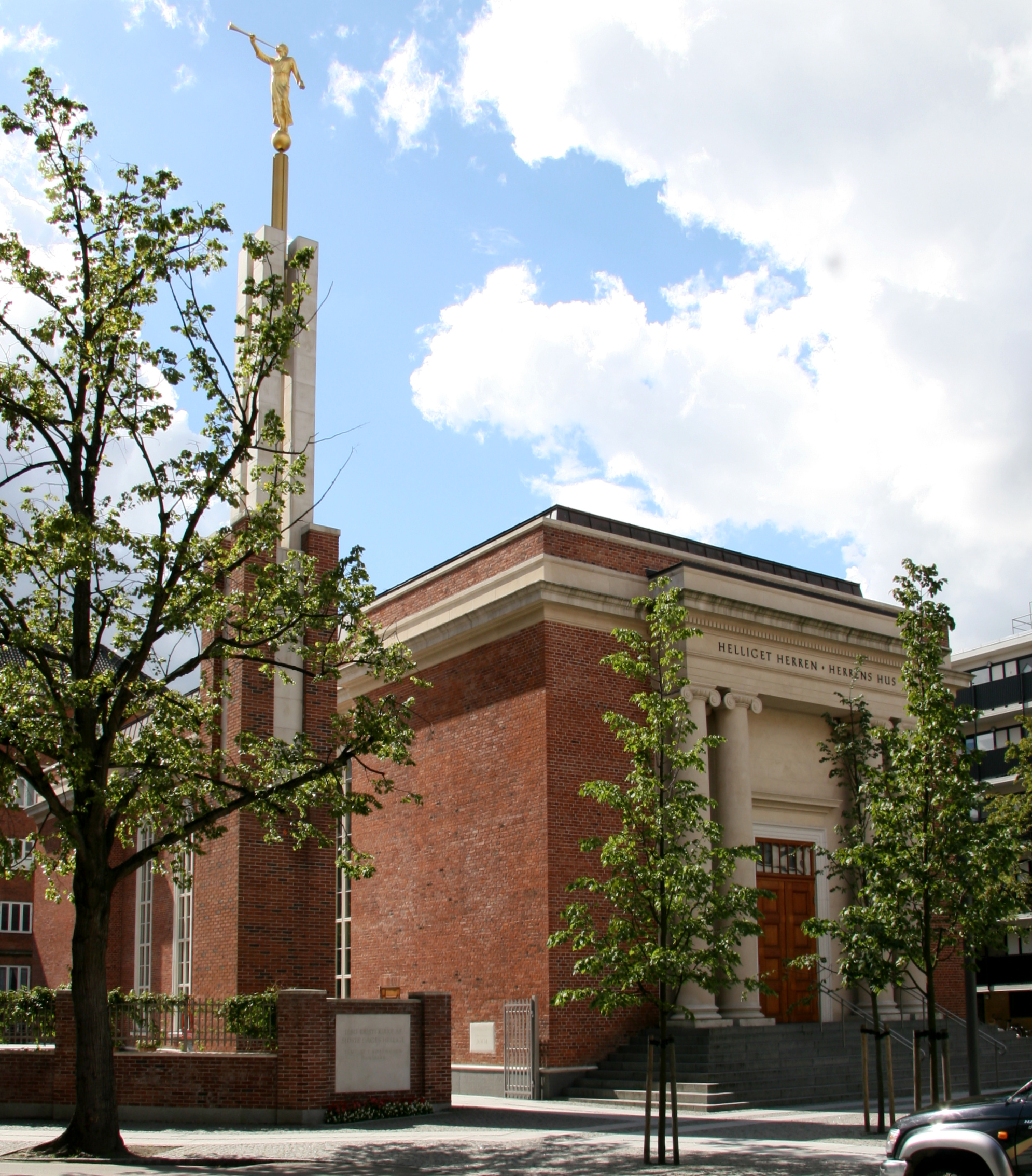
Copenhague (Danemark).
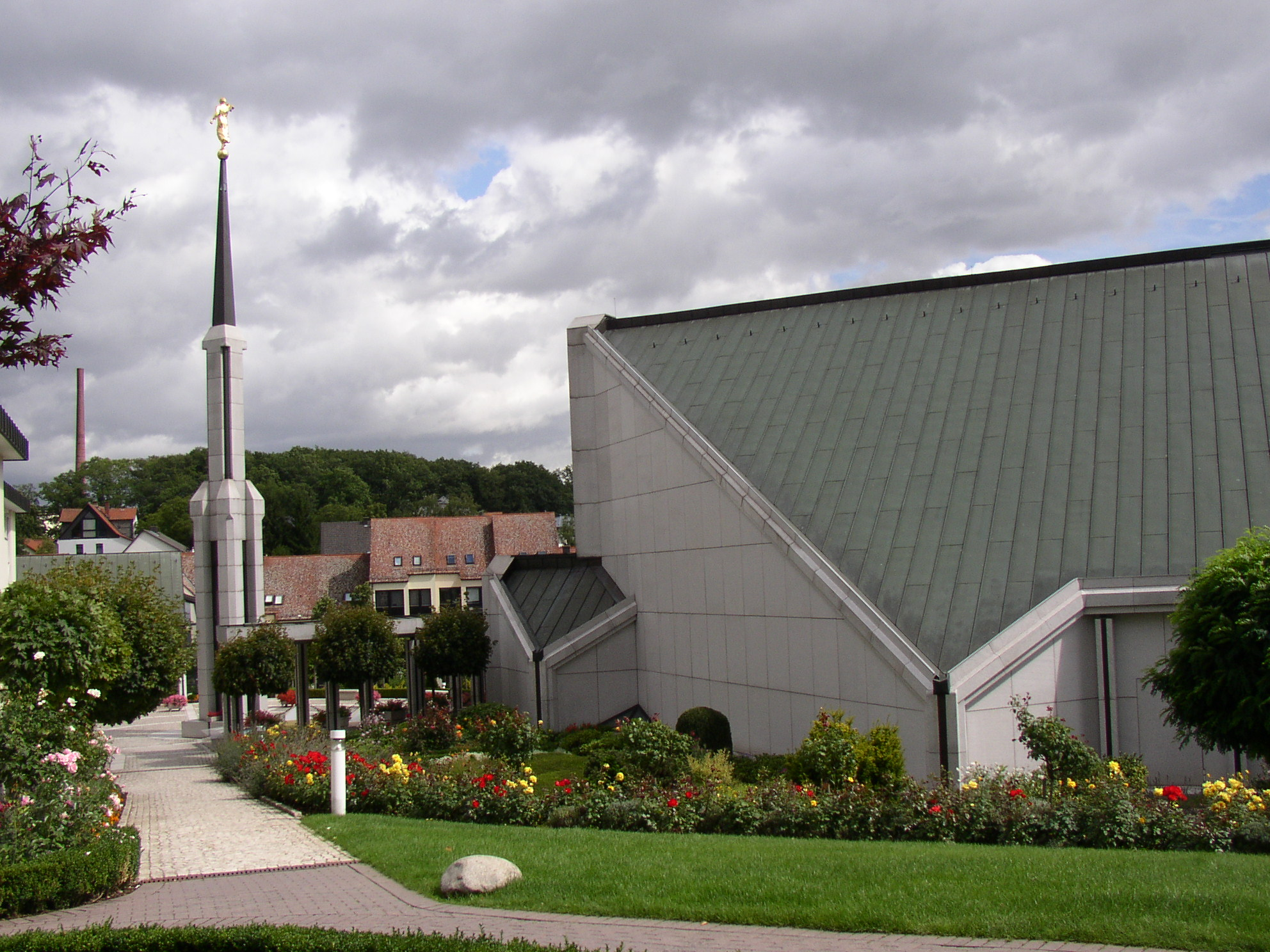
Francfort (Allemagne).
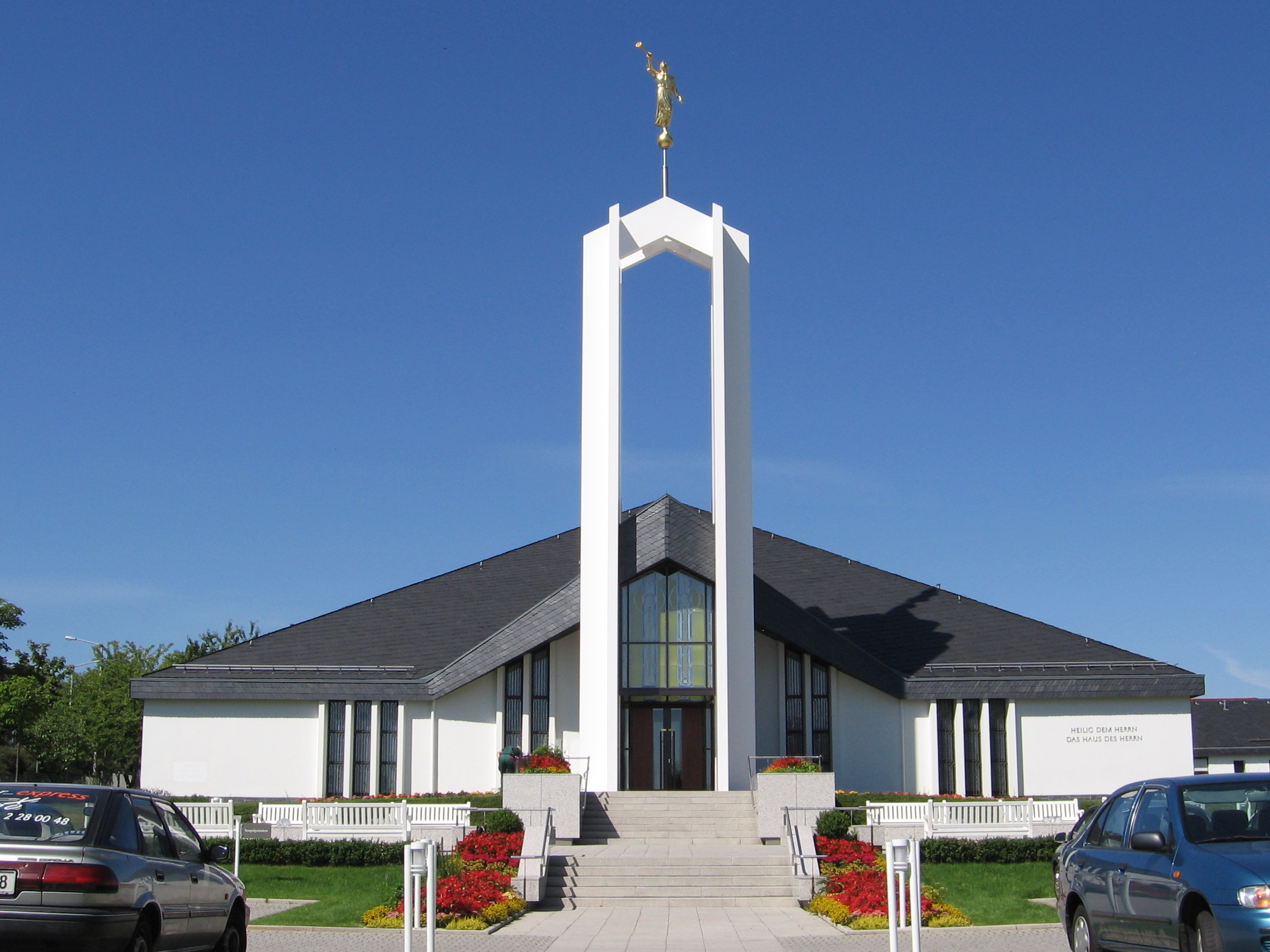
Freiberg (Allemagne).
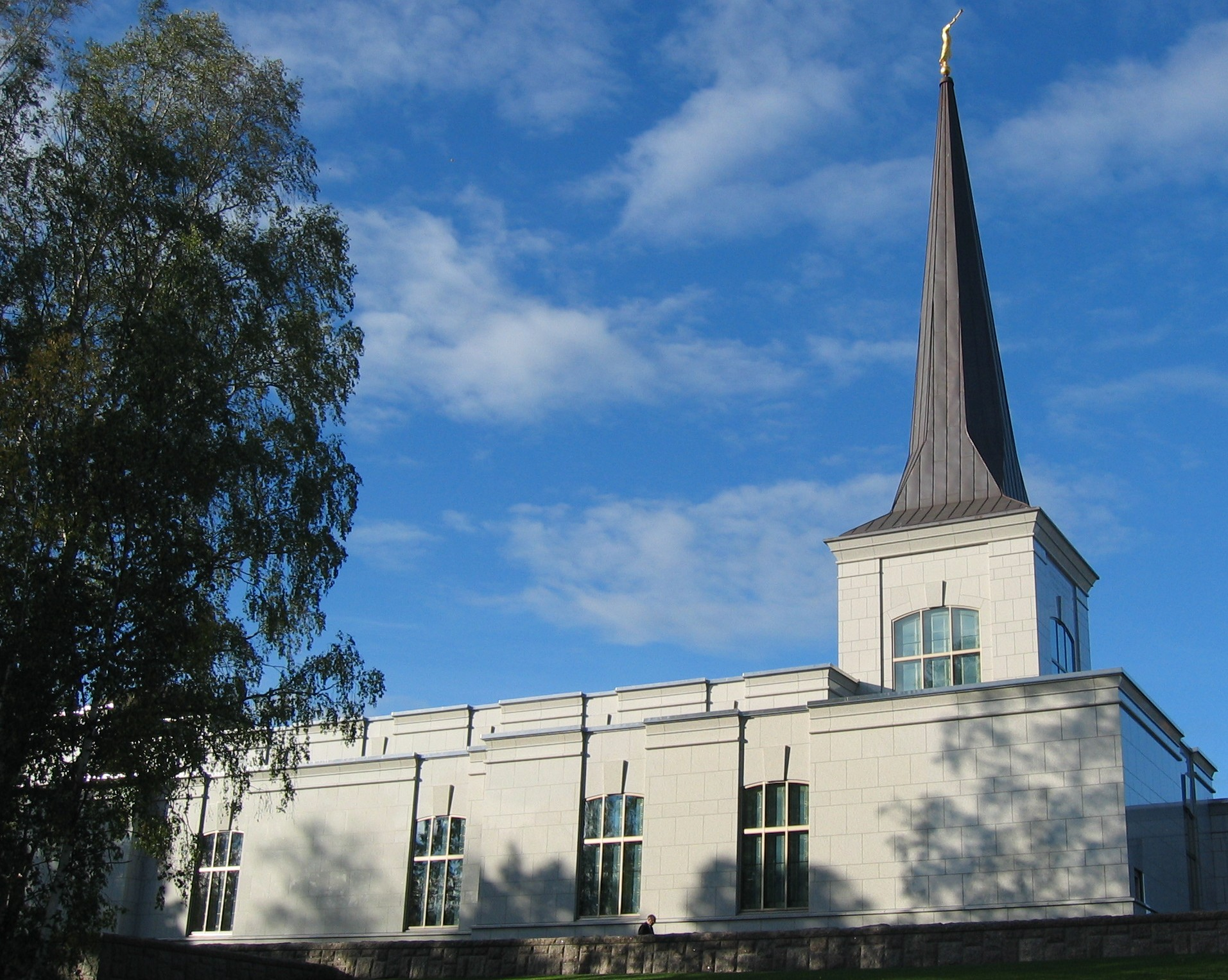
Helsinki (Finlande).
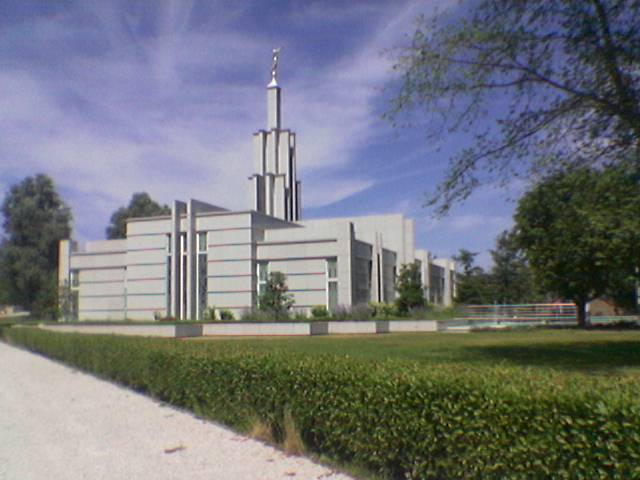
La Haye (Pays-Bas).
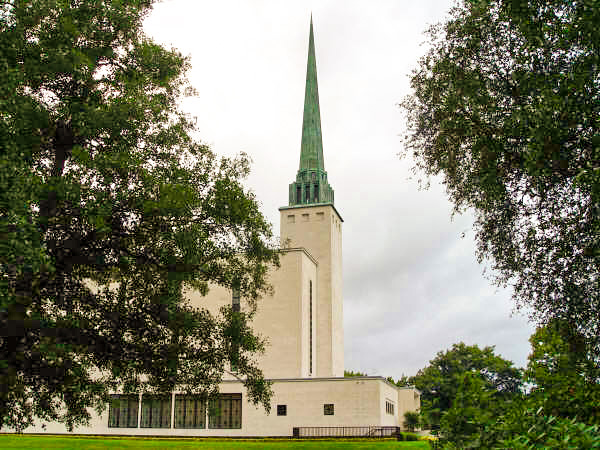
Londres (Royaume-Uni).
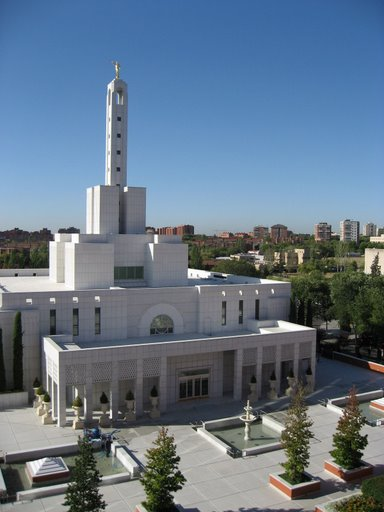
Madrid (Espagne).
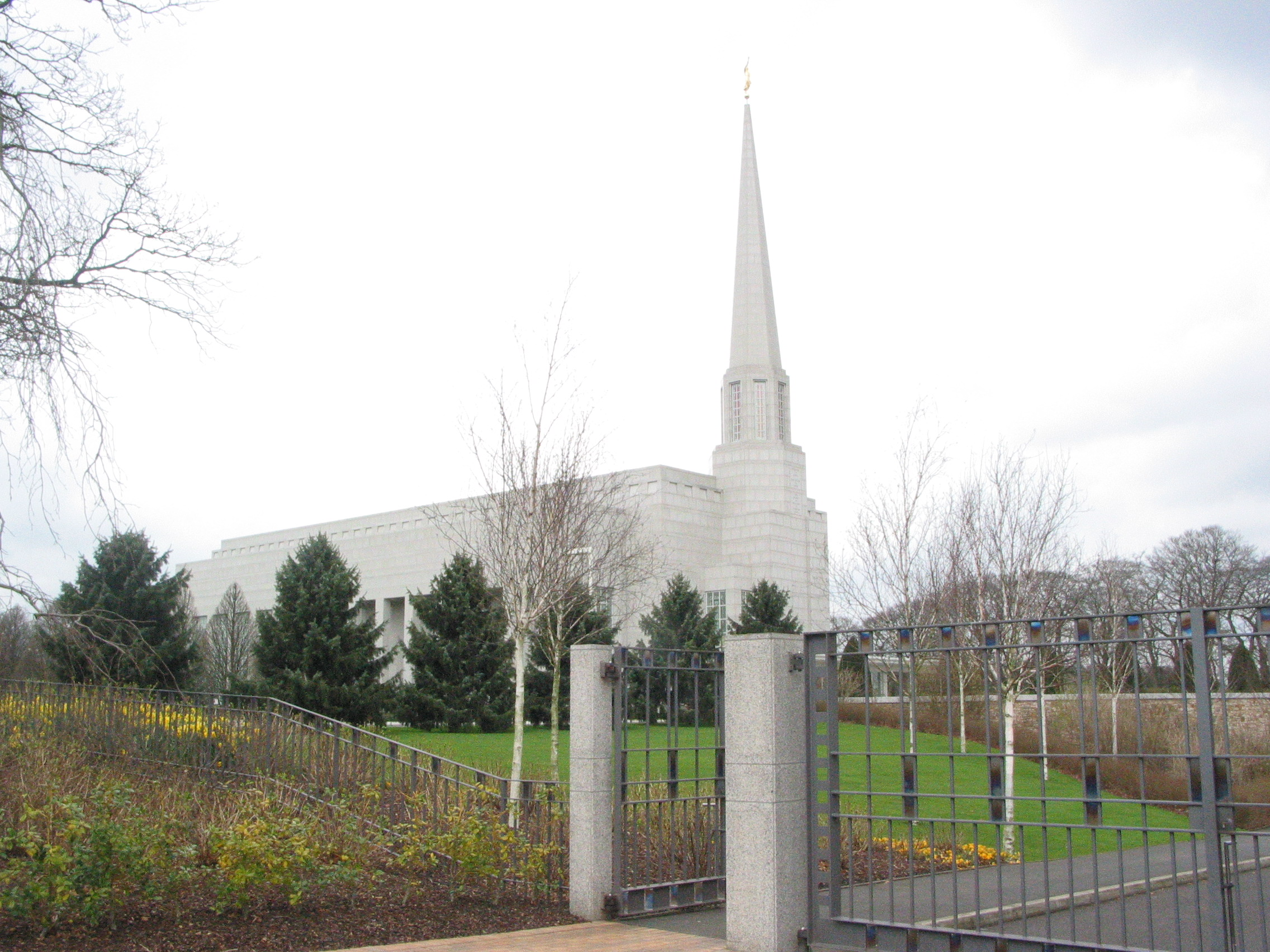
Preston (Royaume-Uni).
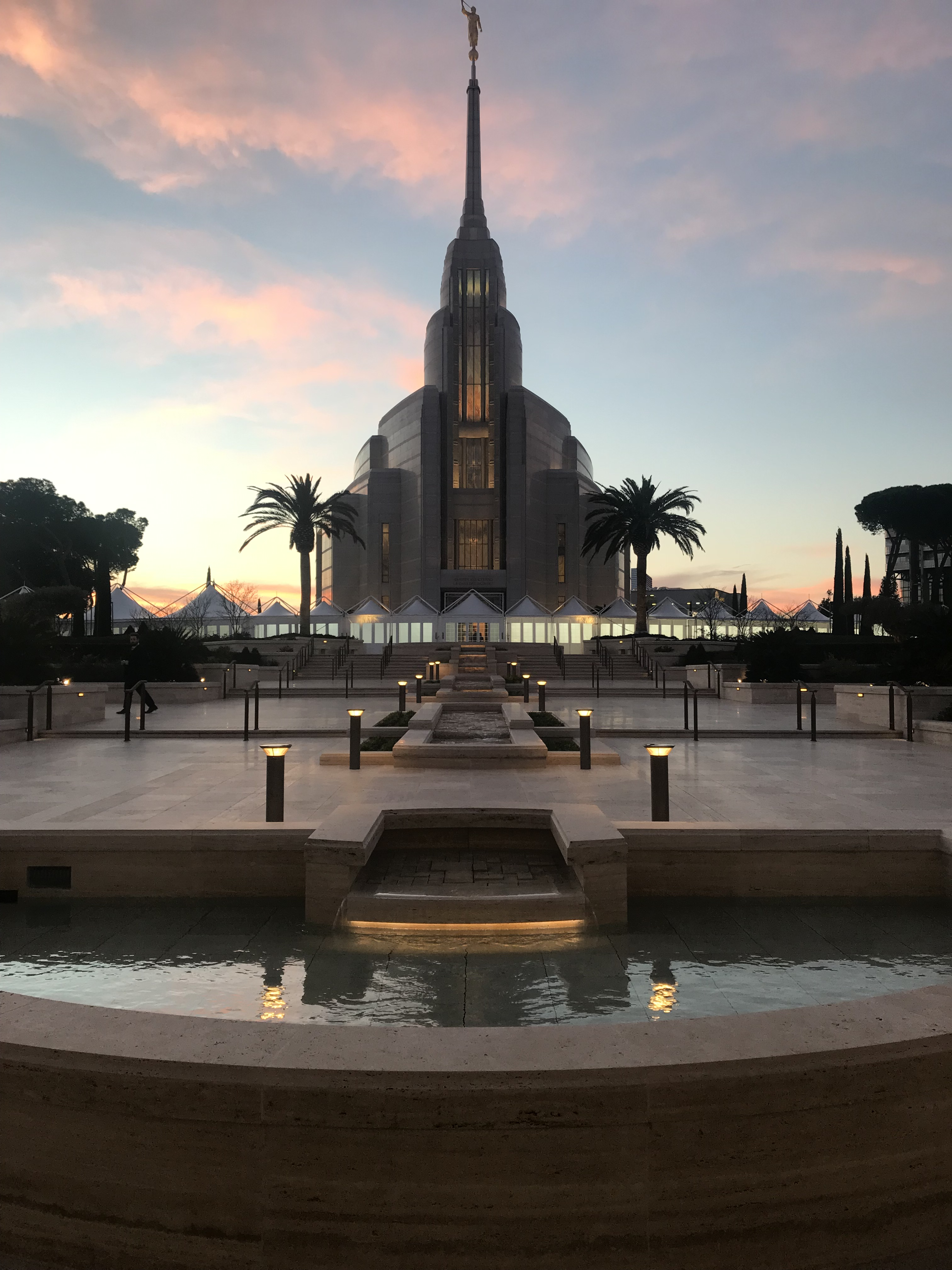
Rome (Italie).
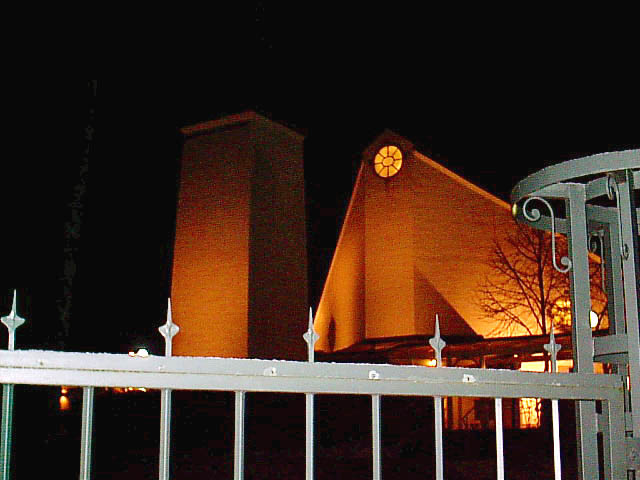
Stockholm (Suède).

Autres temples : Kiev, Lisbonne

### Océanie

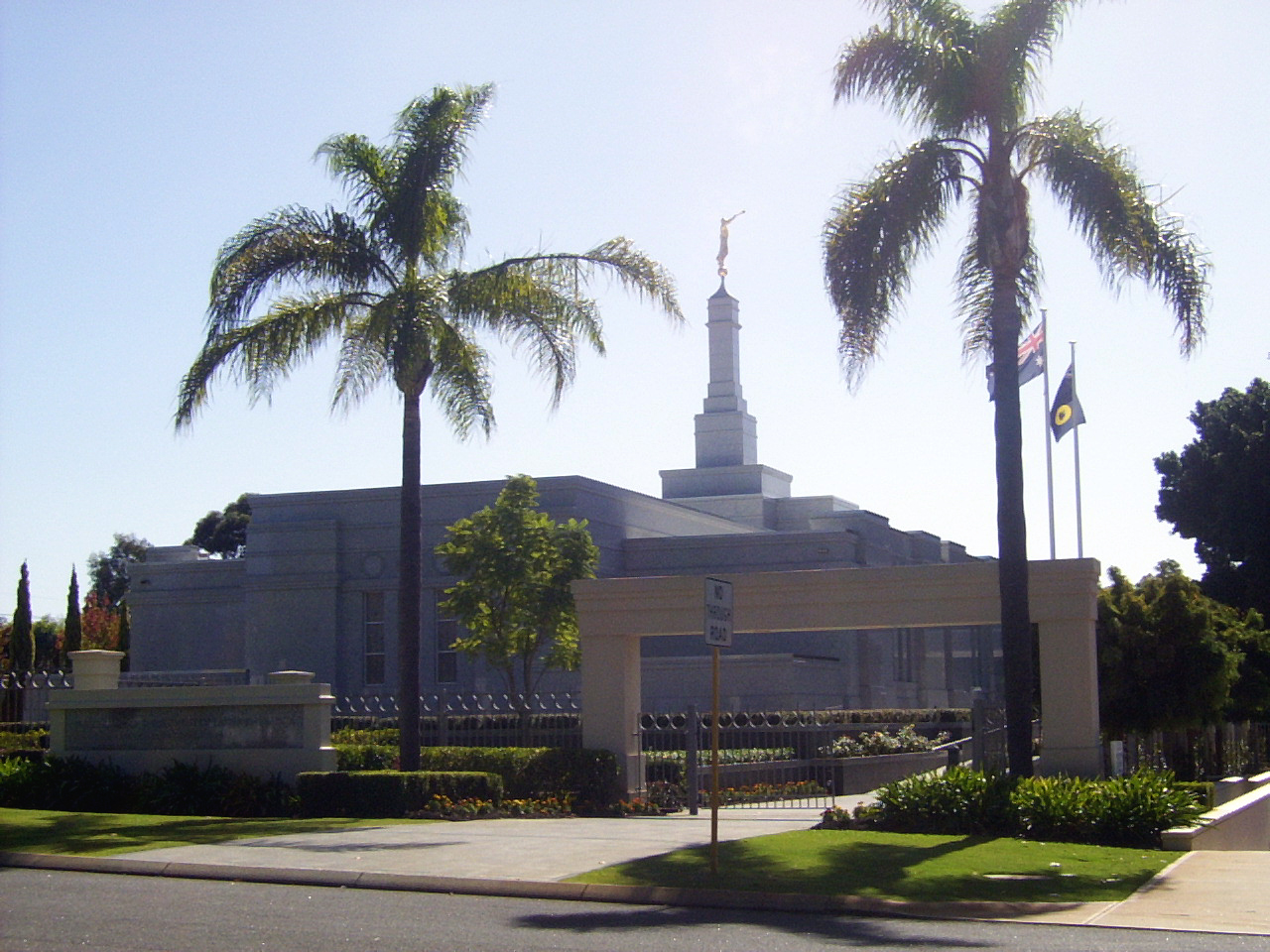
Temple de Perth (Australie).
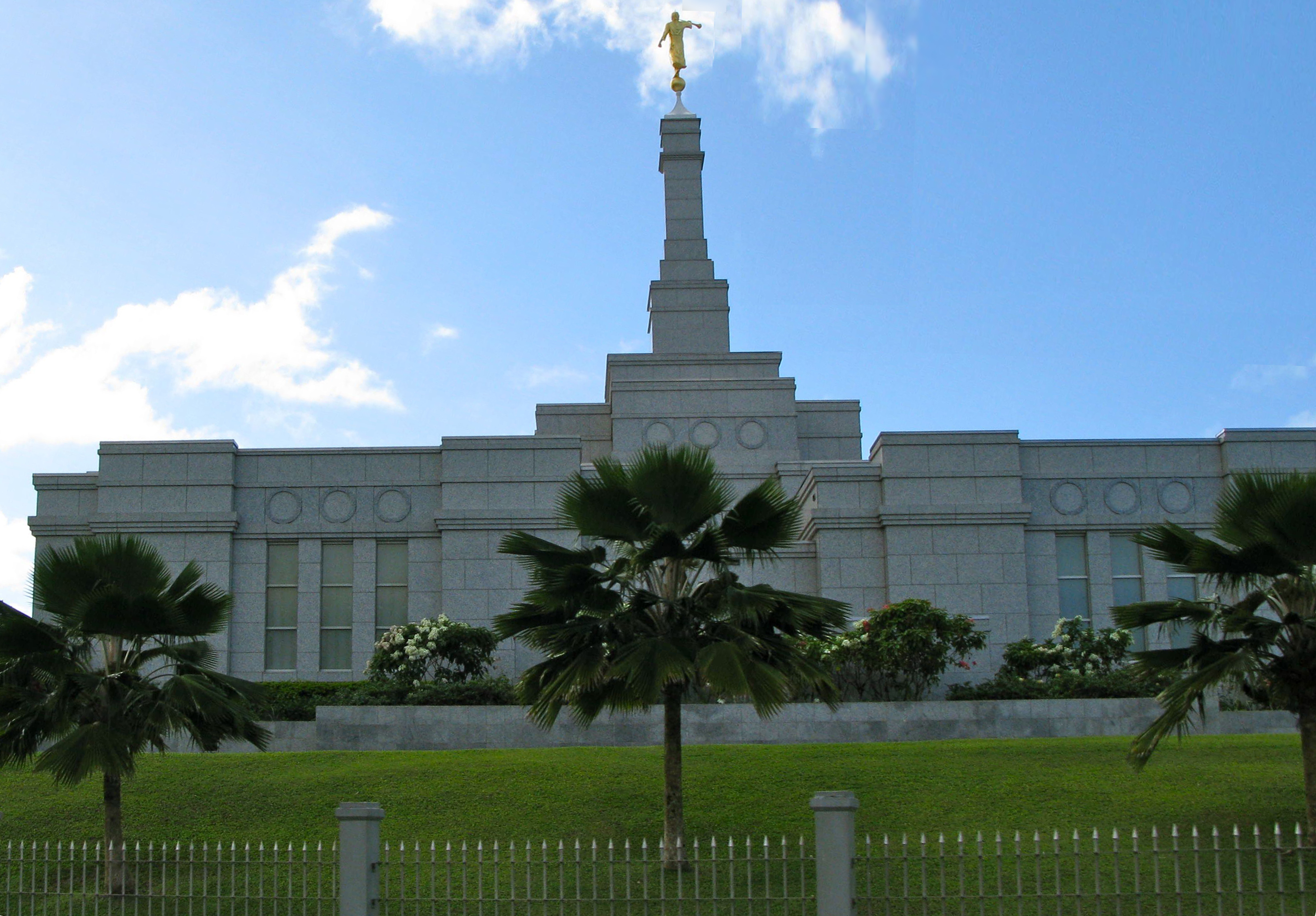
Temple de Suva (Fidji).
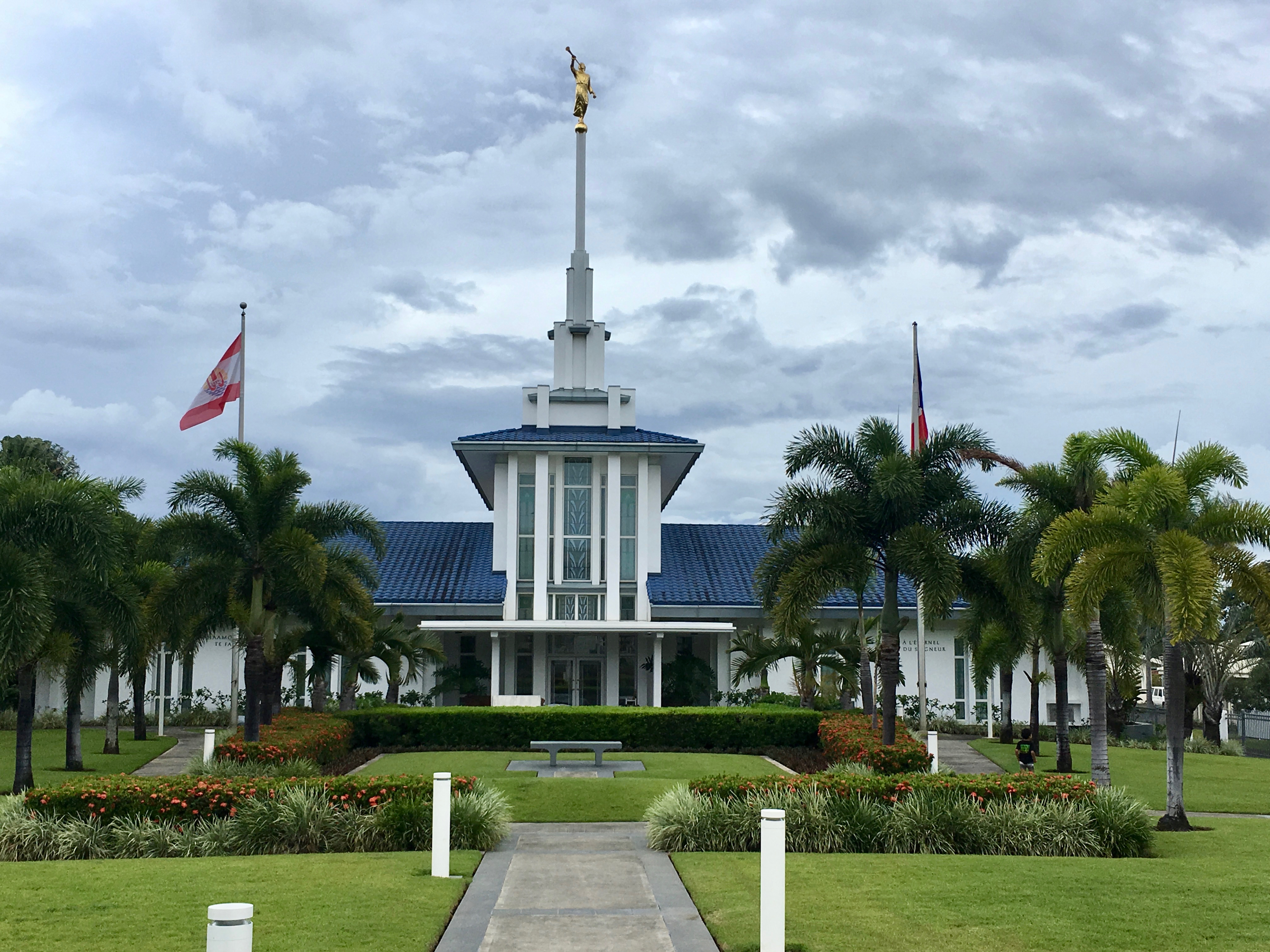
Temple de Tahiti (Polynésie française).

Autres temples : Brisbane, Melbourne (Australie)